# Demi Lovato
Demetria Devonne "Demi" Lovato (Albuquerque, 20 de agosto de 1992) é uma cantora, compositora e atriz norte-americana. Após participar do programa de televisão infantil Barney & Friends (2002–2004), ela estrelou a minissérie do Disney Channel As the Bell Rings (2007–2008). Lovato alcançou o estrelato ao interpretar Mitchie Torres no filme musical para televisão Camp Rock (2008) e sua sequência Camp Rock 2: The Final Jam (2010). A trilha sonora do primeiro apresentou a canção "This Is Me", seu primeiro single e dueto, que alcançou a nona posição da Billboard Hot 100.
Depois de assinar com a Hollywood Records, Lovato lançou seu álbum de estreia Don't Forget (2008), que estreou na segunda posição da Billboard 200. Seu sucessor, Here We Go Again (2009), estreou no topo da tabela estadunidense, enquanto sua faixa-título atingiu a 15ª colocação da Hot 100. Seu terceiro álbum de estúdio, Unbroken (2011), experimentou com pop e R&B e produziu o single "Skyscraper". Ela lançou seu quarto álbum autointitulado em 2013, que estreou na terceira posição da Billboard 200 e incluiu o sucesso internacional "Heart Attack". Os quinto e sexto álbuns de Lovato, Confident (2015) e Tell Me You Love Me (2017), infundiram soul e temas mais maduros. Ela recebeu uma indicação ao Grammy Awards com Confident, ao passo que "Sorry Not Sorry", carro-chefe de Tell Me You Love Me, tornou-se sua canção de maior sucesso na tabela estadunidense, atingindo a sexta posição. Depois de um hiato, ela lançou seus sétimo e oitavo álbuns de estúdio, Dancing with the Devil... The Art of Starting Over (2021) e Holy Fvck (2022), que alcançaram os números dois e sete nos Estados Unidos, respectivamente; o último marcou seu retornou à música influenciada pelo rock.
Na televisão, Lovato interpretou a protagonista da sitcom Sonny with a Chance (2009–2011), serviu como membro do júri das segunda e terceira temporadas The X Factor USA (2012–2013), apareceu como personagem recorrente na comédia musical Glee (2013–2014) e na sitcom Will & Grace (2020), e apresentou seu talk show autointitulado e a série documental Unidentified with Demi Lovato (ambas de 2021). Ela também estrelou o filme de televisão Princess Protection Program (2009), as animações Smurfs: The Lost Village (2017) e Charming (2018), a comédia musical Eurovision Song Contest: The Story of Fire Saga (2020) e o documentário Child Star (2024); o último dos quais ela também co-dirigiu.
Lovato vendeu mais de 24 milhões de discos nos Estados Unidos e recebeu múltiplos prêmios, incluindo um MTV Video Music Award, 14 Teen Choice Awards, cinco People's Choice Awards, dois Latin American Music Awards e um recorde no Guinness World Records; ela foi incluída na lista anual Time 100 em 2017. Ela co-fundou a antiga gravadora musical Safehouse Records, sob a Universal Music Group, com o cantor Nick Jonas. Ativista de várias causas sociais, as lutas de Lovato contra um transtorno alimentar e abuso de substâncias receberam considerável atenção da mídia, em resposta à qual ela publicou o livro de memórias de autoajuda Staying Strong: 365 Days a Year (2013) e lançou os documentários Demi Lovato: Stay Strong (2012), Demi Lovato: Simply Complicated (2017) e Demi Lovato: Dancing with the Devil (2021).

## Biografia
Demetria Devonne Lovato, popular pelo nome profissional Demi Lovato, nasceu na cidade norte-americana de Albuquerque, Novo México, a 20 de agosto de 1992, sendo descendente de Dianna Bonheur Hart De La Garza e Patrick Lovato, que se separaram em 1994. Após o divórcio, Demi se mudou para Dallas, no Texas, juntamente com sua mãe e irmã mais velha, Dallas Lovato, tendo mais tarde uma meia-irmã mais nova por parte de mãe, Madison De La Garza. A mãe de Demi foi uma das Dallas Cowboys Cheerleaders e gravou música country. Lovato tem ascendência mexicana por parte de pai (com ascendência espanhola e indígena) e inglesa e irlandesa por parte de mãe. Finalizou a escola secundária em abril de 2009.
Lovato iniciou a sua carreira aos nove anos de idade, interpretando Angela na série de televisão infantil Barney e seus amigos, entre a sexta e oitava temporadas. Em 2006, fez uma participação especial no episódio "First Down", da segunda temporada da série Prison Break, como Danielle Curtin. Também apareceu na segunda temporada do sitcom Just Jordan, como Nicole, no episódio de 2007, "Slippery When Wet". A Disney, descobriu Demi através de uma seleção feita anualmente em diferentes partes dos Estados Unidos, inclusive na cidade onde morava, Dallas. A microssérie As the Bell Rings seria gravada no Texas e a equipe lhe escolheu para atuar como uma das personagens principais, Charlotte Adams. Segundo Judy Taylor, diretora de elenco, esse tipo de programa é uma "ótima forma de se lançar alguém ou dar-lhe alguma experiência técnica real e ver como se sai". As the Bell Rings estreou em 26 de agosto de 2007; algumas de suas canções originais, como "Shadow", foram incluídas no programa. De acordo com o desempenho, eles decidiram "[manter Demi] em mente na temporada de pilotos".

## Carreira

### 2008–09:Camp RockeDon't Forget

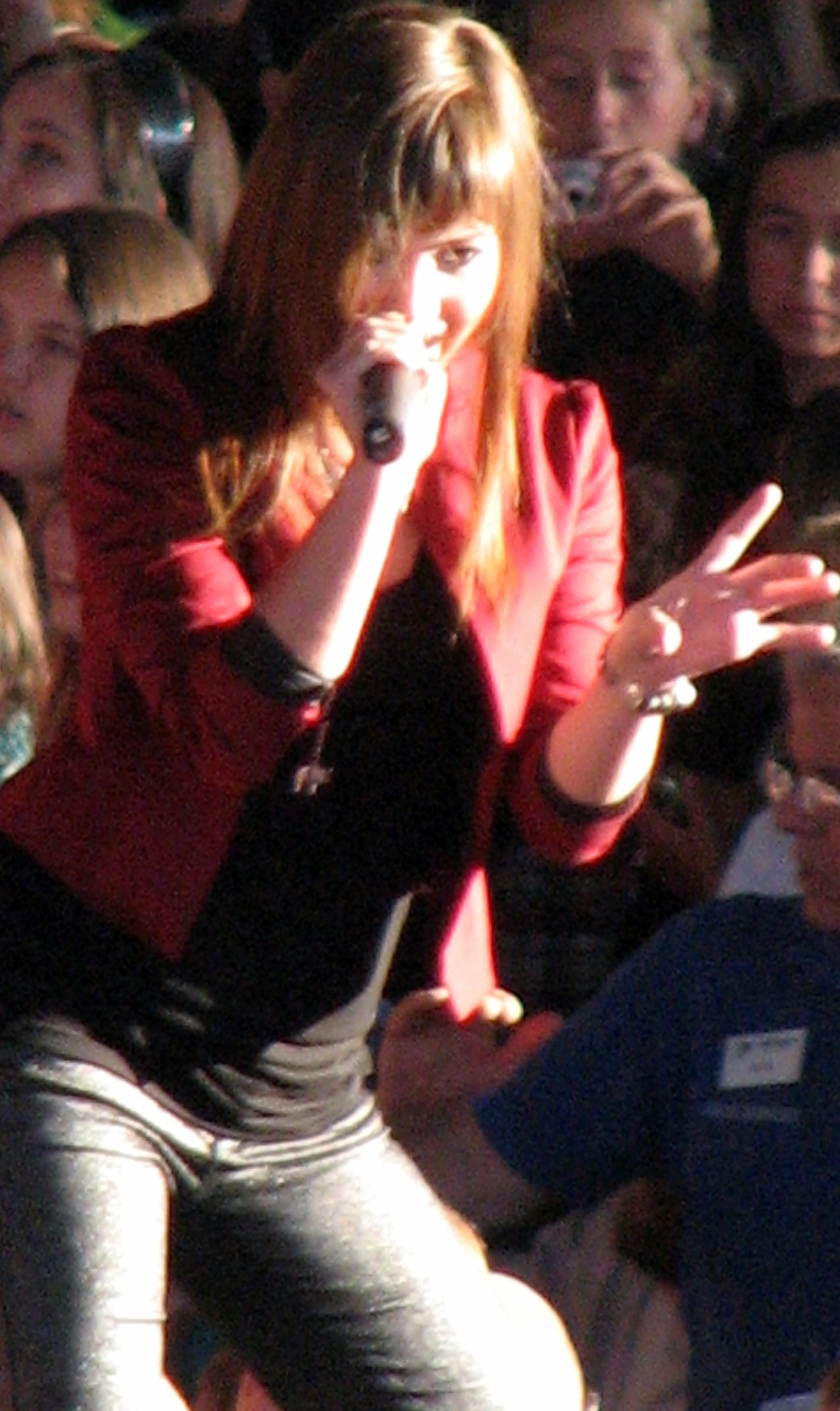
Lovato se apresentando em Dearborn Heights, Estados Unidos. (julho de 2008)

Demi regravou a canção "That's How You Know", da trilha sonora do filme Enchanted, para a coletânea DisneyMania 6, lançada em 20 de março de 2008. Ainda em 2008, estrelou o filme Camp Rock, do Disney Channel, interpretando Mitchie Torres, uma garota de quinze anos que desejava se tornar uma cantora. Conquistou o papel ao cantar "Ain't No Other Man", de Christina Aguilera, para um grupo de executivos do canal. Lovato tinha então quinze anos e tinha recebido chamada para fazer um teste para possíveis participações em futuras séries do canal; durante a audição, Gary Marsh - presidente mundial de entretenimento do Disney Channel - pediu que cantasse algo. Sobre isso, comentou mais tarde: "Eles meio que queriam me pressionar. Eu não me importei. Quando as pessoas te pressionam, é algo como, 'Ei, eu não vou ficar nervosa. Só vou fazer o que sei fazer'. Então eu fiz". O filme estreou em 20 de junho daquele ano nos Estados Unidos, contando com 8,9 milhões de telespectadores. Essa foi a segunda maior audiência de um filme original do canal na época, atrás de High School Musical 2, passando a ocupar, em 2009, a terceira posição, após a exibição de Wizards of Waverly Place: The Movie. Demi cantou em quatro das canções da trilha sonora do filme e uma delas, "This Is Me", que canta em dueto com Joe Jonas, foi lançada como single e posicionou em várias paradas mundialmente.
Entre 1 de junho e 31 de julho de 2008, Lovato realizou quinze apresentações em sua primeira turnê, a Demi Live! Warm Up. Também abriu a turnê Burnin' Up para os Jonas Brothers, entre julho e setembro de 2008. A turnê foi filmada e lançada como um filme, Jonas Brothers: The 3D Concert Experience, em 27 de fevereiro de 2009, com Demi interpretando a si.
Em 12 de agosto de 2008, Lovato lançou seu primeiro single solo inédito, "Get Back", que obteve a posição #43 na Billboard Hot 100. Pouco mais de um mês depois, em 23 de setembro, seu álbum de estreia Don't Forget também foi liberado. Demi recebe crédito pela composição de uma das onze faixas da edição padrão do disco e por coescrever outras oito. Os Jonas Brothers participaram da elaboração do trabalho como co-compositores e produtores. John Fields, Kara DioGuardi e Robert Schwartzman também são citados nas notas da obra como compositores. O primeiro também exerceu o cargo de produtor. Don't Forget estreou na segunda posição da Billboard 200, parada de álbuns oficial dos Estados Unidos, pela venda de 89 mil cópias em sua semana de lançamento. O disco foi recebido com críticas geralmente mistas ou positivas. Em dezembro de 2008, foi lançado o seu segundo single, "La La Land", cuja melhor posição no Hot 100 da Billboard foi a de número 52. O terceiro e último single de Don't Forget foi sua canção título, liberada em março de 2009. "Don't Forget" alcançou a melhor posição entre os singles do seu primeiro álbum, a quadragésima primeira. Uma edição deluxe do álbum foi lançada em 31 de março de 2009, com uma faixa inédita coescrita por Demi, uma versão em espanhol de "This Is Me", denominada "Lo Que Soy", entre outros bônus. Mais tarde, o álbum foi condecorado com um disco de ouro pela Recording Industry Association of America, por ter vendido mais de 500 mil cópias nos Estados Unidos.

### 2009–10:Sonny with a Chance,Camp Rock 2eHere We Go Again

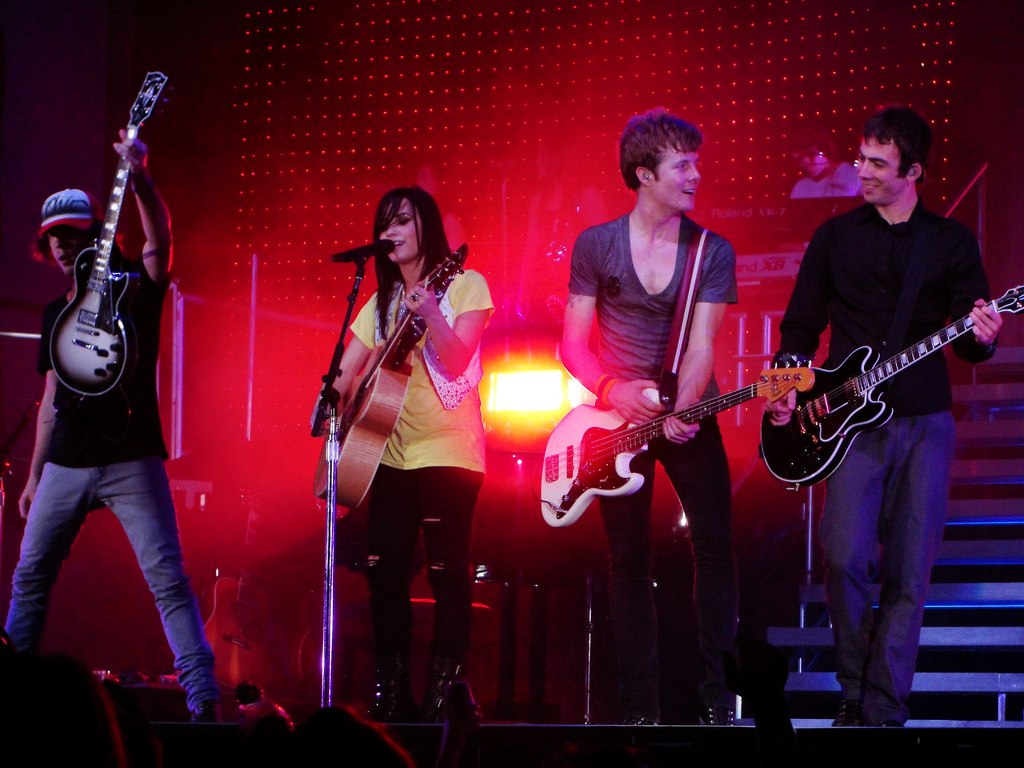
Demi e sua banda durante a passagem da Summer Tour 2009 por Columbus, Ohio. (agosto de 2009)

Demi estrelou a série original do Disney Channel Sonny with a Chance, cuja primeira temporada, com um total de 21 episódios, estreou em 8 de fevereiro de 2009. Uma segunda temporada da série começou a ser exibida em 14 de março do ano seguinte. Na série, Demi interpretava Sonny Munroe, uma comediante que passa a fazer parte do elenco do programa So Random!. Em 2009, também coestrelou o filme Princess Protection Program, ao lado de Selena Gomez, como Rosalinda, uma princesa que precisa esconder-se de um ditador que tenta tomar o controle do seu país. Demi e Selena gravaram a faixa "One and the Same" para a trilha sonora. O filme teve uma audiência de 8,5 milhões, sendo essa a quarta maior já obtida por um filme do canal.
Em abril de 2009, foi anunciado que Demi iria realizar uma turnê para divulgar seu segundo álbum de estúdio, Here We Go Again, que ainda não havia sido lançado. Essa turnê, denominada Summer Tour 2009, foi iniciada em 21 de junho em Hartford, Connecticut, e finalizada em 21 de agosto em Hershey, Pensilvânia, com um total de 41 apresentações. Três shows dessa turnê foram adiados para o final de outubro e início de novembro de 2009. Por isso, foi realizada uma nova digressão, chamada Fall Tour 2009, mas contendo o mesmo repertório. A abertura de ambas turnês foi feita pelo cantor David Archuleta, com participações de KSM e Jordan Pruitt em algumas datas da primeira.
O primeiro single retirado de seu segundo álbum, sua canção título, foi liberado em 17 de junho de 2009 e tornou-se sua música de trabalho solo mais bem sucedida na Billboard Hot 100 até então, com a 15ª posição. O álbum Here We Go Again foi lançado em 21 de julho de 2009, estreando na primeira posição da Billboard 200, com 108 mil cópias vendidas na primeira semana. No disco, que possui quatorze faixas — das quais duas são bônus — Demi recebe crédito como tendo co-escrito dez e composto uma. O trabalho foi recebido de forma geralmente positiva pelos críticos especializados, obtendo uma média de 65% de aprovação no Metacritic. Em 12 de novembro de 2009, o vídeo musical para segundo single, "Remember December", foi divulgado. A canção não entrou no Hot 100 da Billboard, ficando na sexta posição do Bubbling Under Hot 100 Singles. Demi participou de uma das faixas do álbum Smile Kid da banda We the Kings, "We'll Be a Dream", que foi lançada como segundo compacto do álbum em 2 de março de 2010, e obteve a 76ª posição na Billboard Hot 100.

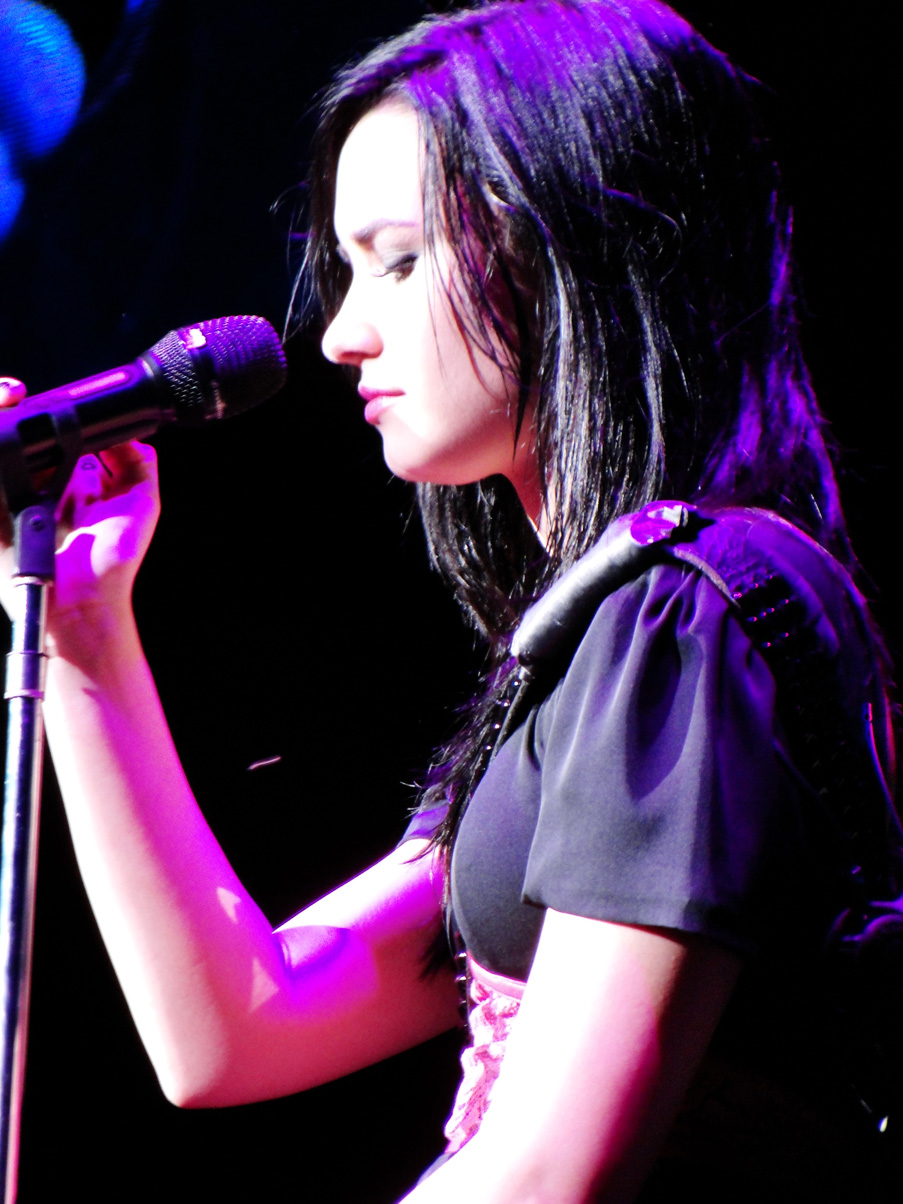
Última apresentação da Summer Tour 2009, em Hershey, Pensilvânia. (agosto de 2009)

Em março de 2010, Lovato gravou uma participação especial na série Grey's Anatomy, na qual atua como Hayley, uma paciente que havia sido diagnosticada com esquizofrenia e é examinada por médicos da série. O episódio do qual participa, "Shiny Happy People", foi exibido pela American Broadcasting Company (ABC) em 13 de maio de 2010, sendo visto aproximadamente por 11 milhões de telespectadores. No mesmo mês, anunciou em um vídeo postado em seu canal oficial no YouTube que faria uma turnê na América do Sul, embora não tenha informado quando seria realizada. A South American Tour 2010 teve quatro apresentações, entre 23 e 28 de maio de 2010, com passagem pelo Chile, Colômbia e Brasil. Uma edição especial do álbum Here We Go Again foi lançada apenas no Brasil e na Colômbia em 18 de maio de 2010, para divulgar a turnê, contendo o álbum e um DVD com uma apresentação na Wembley Arena, em Londres. Durante sua passagem pelo Brasil, Demi recebeu um disco de ouro da Associação Brasileira dos Produtores de Discos (ABPD) pelo álbum.
As filmagens da sequência de Camp Rock, Camp Rock 2: The Final Jam na qual Lovato retorna ao papel de Mitchie Torres, foram finalizadas em outubro de 2009. A trilha sonora do filme, composta por Kara DioGuardi, Toby Gad, entre outros, e gravada por Demi e outros atores do elenco, foi lançada em 10 de agosto de 2010 e estreou na terceira posição da Billboard 200, com 41 mil cópias vendidas em sua primeira semana. Lovato atua como vocal principal em duas das onze faixas da versão padrão, além de dois duetos com Joe Jonas e participação em mais três faixas. Das quatro faixas lançadas como faixa bônus, duas são baladas cantadas apenas por si. O filme estreou em 3 de setembro de 2010, no Disney Channel dos Estados Unidos, sendo assistido por oito milhões de espectadores. O filme foi lançado quatro dias depois no Disney Channel brasileiro e sua exibição continuou por toda a primavera, com o objetivo de alcançar o mesmo sucesso do seu antecessor, Camp Rock. Para promover o filme e sua trilha sonora, foi realizada a Camp Rock World Tour 2010, que contou com músicas dos dois filmes da franquia, da carreira solo de Demi e dos Jonas Brothers. Lovato precisou deixar a turnê antes da conclusão, devido a problemas de saúde. Também gravou quatro faixas para a trilha sonora da série Sonny with a Chance, que foi lançada em 5 de outubro de 2010 nos Estados Unidos. Foi ainda responsável por anunciar os indicados nas categorias do American Music Awards de 2010, ao lado de Taio Cruz.

### 2010–12:Unbroken

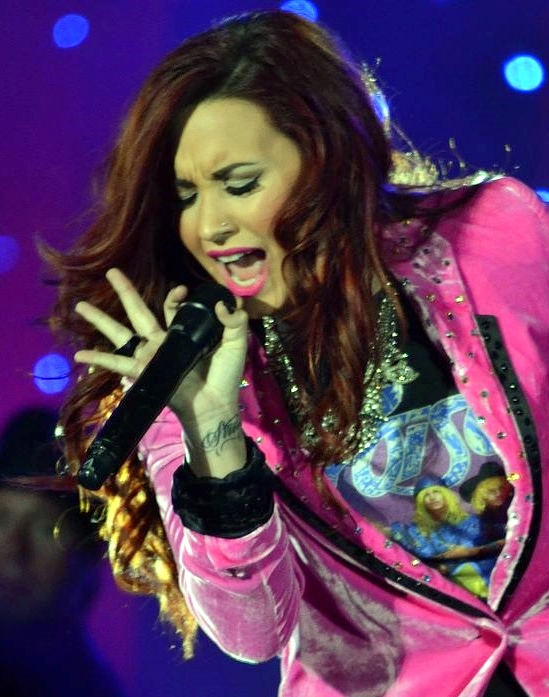
Apresentação no Festival Verano Iquique, Chile. (fevereiro de 2012)

Na metade de 2010, começou a trabalhar em seu terceiro álbum, dizendo que seria "um pouco mais pop, R&B e soul". Demi citou Rihanna e Keri Hilson como influências para esse disco. A primeira faixa gravada para o álbum foi trabalhada com o produtor Dapo Torimiro. Lovato compôs uma canção com influências latinas, que contém trechos em espanhol, mas não entrou na versão final do álbum.
O rapper Timbaland mostrou-se interessado em colaborar com Demi e compôs uma canção para lhe ofertar. Em um vídeo postado no YouTube, ele chamou-lhe de "incrível" e disse estar "muito impressionado" com sua voz, apesar de não se considerar uma pessoa "fácil de se agradar". Mais tarde, ele produziu três faixas do álbum, além de participar vocalmente de uma delas, ao lado de Missy Elliot.
Em abril de 2011, Lovato anunciou que não retornaria para a série Sonny with a Chance, após duas temporadas, pois havia decidido focar em sua carreira musical. Em 12 de julho de 2011 foi lançado o primeiro single se seu terceiro disco, "Skyscraper", uma balada sobre superação. A música estreou na décima posição da Billboard Hot 100 e foi, mais tarde certificada com um disco de platina nos Estados Unidos por ultrapassar um milhão de cópias vendidas. No final de julho de 2011, foi anunciado que o título de seu terceiro álbum seria Unbroken e que estaria disponível a partir de 20 de setembro do mesmo ano. O disco vendeu 96 mil cópias em sua primeira semana de distribuição nos Estados Unidos e estreou na quarta posição da Billboard 200 e na primeira da Billboard Digital Albums, pelas 53 mil dessas cópias que foram digitais. Nessa semana, duas canções do álbum entraram na Billboard Hot 100: "Fix a Heart" na posição 69, por 37 mil downloads digitais, e a faixa-título "Unbroken" no número 98, por 24 mil. Unbroken foi recebido com críticas geralmente mistas, obtendo uma média de 59% de aprovação no Metacritic. O segundo single do álbum, "Give Your Heart a Break", foi lançado em 23 de janeiro de 2012 e alcançou a 16ª posição na Billboard Hot 100, tornando-se a quarta faixa da carreira de Demi a conseguir se colocar entre as vinte melhores posições na tabela, incluindo "This Is Me". Ele foi certificado ouro pela RIAA e pela RIANZ.
Para promover Unbroken, Lovato realizou uma turnê com três fases: An Evening with Demi Lovato, A Special Night with Demi Lovato e Demi Lovato Summer Tour 2012. A primeira foi considerada uma prévia e teve apenas duas datas, nos Estados Unidos. A segunda fase foi realizada entre novembro de 2011 e maio de 2012, passando também pela América do Sul. A terceira fase começou em junho de 2012 e tem datas confirmadas até setembro do mesmo ano. We the Kings, Hot Chelle Rae e Owl City foram responsáveis pela abertura de apresentações da turnê, em diferentes datas. Lovato apresentou-se no Grammy Latino de 2011 ao lado do cantor espanhol Pablo Alboran, cantando uma faixa do álbum de estreia dele, "Solamente Tú", inteiramente em espanhol. Participou de uma das canções do segundo álbum da banda Hot Chelle Rae, Whatever, chamada "Why Don't You Love Me". Também apresentou a edição de 2012 dos Teen Choice Awards, na qual estava na lista de pessoas indicadas para quatro categorias; o papel foi dividido com Kevin McHale.

### 2012–13:The X FactoreDemi

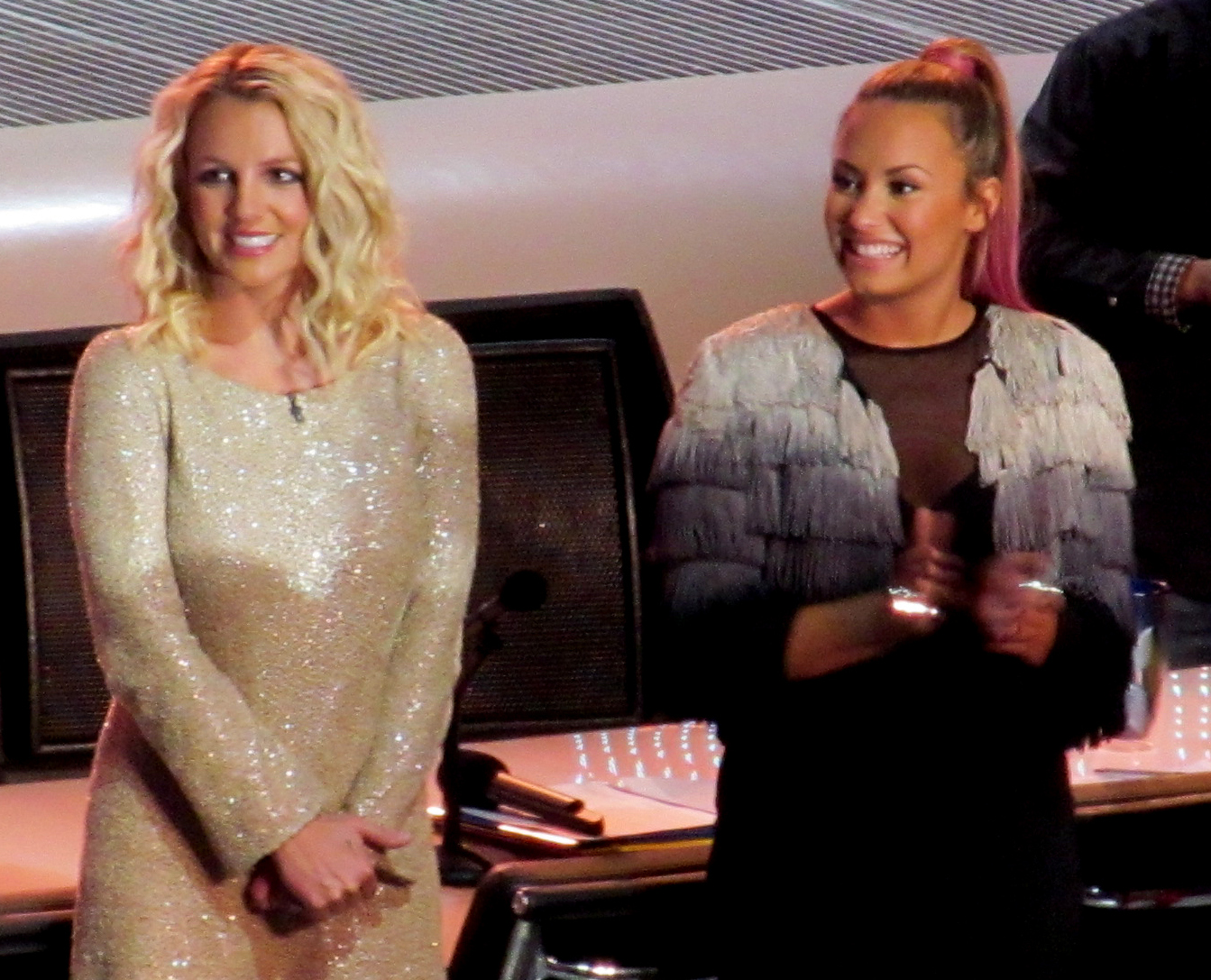
Lovato e a companheira de bancada Britney Spears durante as gravações do X Factor em Oakland, Califórnia. (junho de 2012)

Em 14 de maio de 2012, foi confirmado que Demi faria parte do júri na segunda temporada da versão norte-americana do reality show The X Factor, ao lado de Simon Cowell, L.A. Reid e Britney Spears. Foi considerado que poderia, então com dezenove anos, ser jovem demais para o papel. Sobre isso, Cowell comentou que "Demi teve uma ótima carreira na música, em filmes e televisão para alguém [da sua idade]. É jovem, confiante e [tem entusiasmo]. Acho importante que fale para nosso público mais jovem". O programa estreou em 12 de setembro de 2012, na Fox, com uma audiência de 8,73 milhões. Lovato ficou responsável pela categoria de jovens adultos, entre 17 e 24 anos. Em março de 2013, a Fox anunciou que Demi retornaria na terceira temporada do programa.
Demi começou a trabalhar no sucessor de Unbroken no segundo semestre de 2012; as gravações iniciaram em setembro. Em entrevistas ao Popsugar e à Nylon Magazine, em outubro de 2012, comentou que tinha apenas algumas faixas gravadas, mas adiantou que o álbum "ainda seria pop", porém "menos dance-pop" que o anterior, pois acredita que esse subgênero "não expressa quem é musicalmente" e deseja usar mais "instrumentos reais". À Teen Vogue, disse que pretendia lançar algo que as pessoas "pudessem ouvir por um tempo, não apenas uma tendência", citando o dubstep, e que sua intenção é "criar uma música cativante, mas que também tenha emoção". Emanuel Kiriakou, que co-escreveu e produziu a faixa "Fix a Heart", informou que estava trabalhando com Lovato no projeto. Em 12 de fevereiro de 2013, Demi confirmou que o primeiro single se chamaria "Heart Attack" e seria lançado no dia quatro do mês seguinte; um vídeo teaser e a arte da capa foram liberados naquele mesmo dia. Após o vazamento da faixa na internet, o lançamento foi adiantado para 25 de fevereiro. No primeiro dia de abril, anunciou que o disco se chamaria Demi e seria lançado em 14 de maio de 2013. O segundo single do mesmo, "Made in the USA", foi lançado em 16 de julho.
Uma faixa, chamada "Heart by Heart", faz parte da trilha sonora do filme The Mortal Instruments: City of Bones — estrelado por Lily Collins e Jamie Campbell Bower — lançada em 20 de agosto de 2013. Na mesma ocasião, foi divulgado que Lovato participaria de pelo menos seis episódios na quinta temporada da série Glee. Interpretou Dani, uma artista que mora em Nova Iorque, contracenando com Lea Michele, Naya Rivera e Adam Lambert. Em 9 de setembro de 2013, Lovato anunciou que estava a escrever um livro, intitulado Staying Strong: 365 Days a Year, cujo lançamento ocorreu em 19 de novembro. No final de setembro, estreou na terceira temporada de The X Factor, realizando a mentoria para a categoria Girls.
Em 29 de setembro de 2013, Lovato anunciou a The Neon Lights Tour, a fim de divulgar Demi, inicialmente a percorrer toda a América do Norte. A turnê iniciou-se em Vancouver, em 9 de fevereiro de 2014. Em 14 de outubro de 2013, foi anunciada a passagem pela América do Sul, incluindo o Brasil, entre abril e maio de 2014, cujas vendas de ingressos tiveram início em 20 de novembro de 2013. Em 21 de outubro de 2013, Lovato lançou a música "Let It Go", originalmente cantada por Idina Menzel, para o filme Frozen, da Disney, que estreou nos cinemas americanos em 27 de novembro. O videoclipe oficial foi lançado em 1º de novembro. O terceiro single de Demi, "Neon Lights", foi lançado em 19 de novembro de 2013, mesmo dia do lançamento de seu livro, Staying Strong - 365 days of year.
Em 18 de dezembro de 2013, Lovato confirmou que não voltaria para o The X Factor, a fim de se concentrar em turnês e gravar seu quinto álbum de estúdio. Demi comentou: "Eu já comecei a gravar para o meu novo álbum e eu tenho planos de gravar durante a turnê. A música se transforma em tudo o que eu tenho e tudo o que eu quero ser." Lovato também disse: "Eu nunca estive tão segura de mim como artista quando se trata de confiança, mas não apenas pessoalmente, como também para o que quero para minha música e sei que este álbum vai me dar a oportunidade de mostrar às pessoas o que eu realmente posso fazer."
Em 11 de maio de 2014, foi lançado o quarto single de Demi, denominado "Really Don't Care", como parte do primeiro aniversário do lançamento do álbum. Em 18 de maio, foi anunciada a participação de Demi Lovato no single "Somebody to You", da banda The Vamps, como parte do álbum Meet the Vamps, e em 29 de maio, foi divulgada a quarta turnê de Demi, intitulada Demi World Tour, poucas semanas após o término da The Neon Lights Tour.

### 2015–16:Confident
Em 26 de maio de 2015, foi anunciado que Lovato e Nick Jonas haviam fundado seu próprio selo fonográfico, a Safehouse Records. Com o contrato assinado, a empresa passou a fazer parte da Island Records, gravadora de Jonas. O quinto álbum de estúdio de Demi, Confident, foi lançado em 16 de outubro, em conjunto pela Safehouse, a Island e a Hollywood Records, a empresa com a qual sempre esteve assinada.  O disco recebeu análises positivas da imprensa especializada e estreou na segunda posição da Billboard 200 com 98 mil cópias, perdendo por uma diferença de alguns exemplares para Pentatonix, obra do grupo de mesmo nome, que também registrou 98 mil cópias. Posteriormente, Confident conquistou o certificado de ouro nos EUA. O single mais bem-sucedido do disco foi Cool For the Summer, lançado em julho de 2015, alcançando a posição 11 na Billboard Hot 100. O disco também contém canções em parceria com as rappers Iggy Azalea e Sirah, além de uma canção extremamente pessoal, escrita por Demi, chamada "Father". Em outubro de 2015, foi lançada uma versão remix da canção Irresistible, da banda Fall Out Boy, com a participação de Demi. A música faz parte do disco da banda, American Beauty/American Psycho.

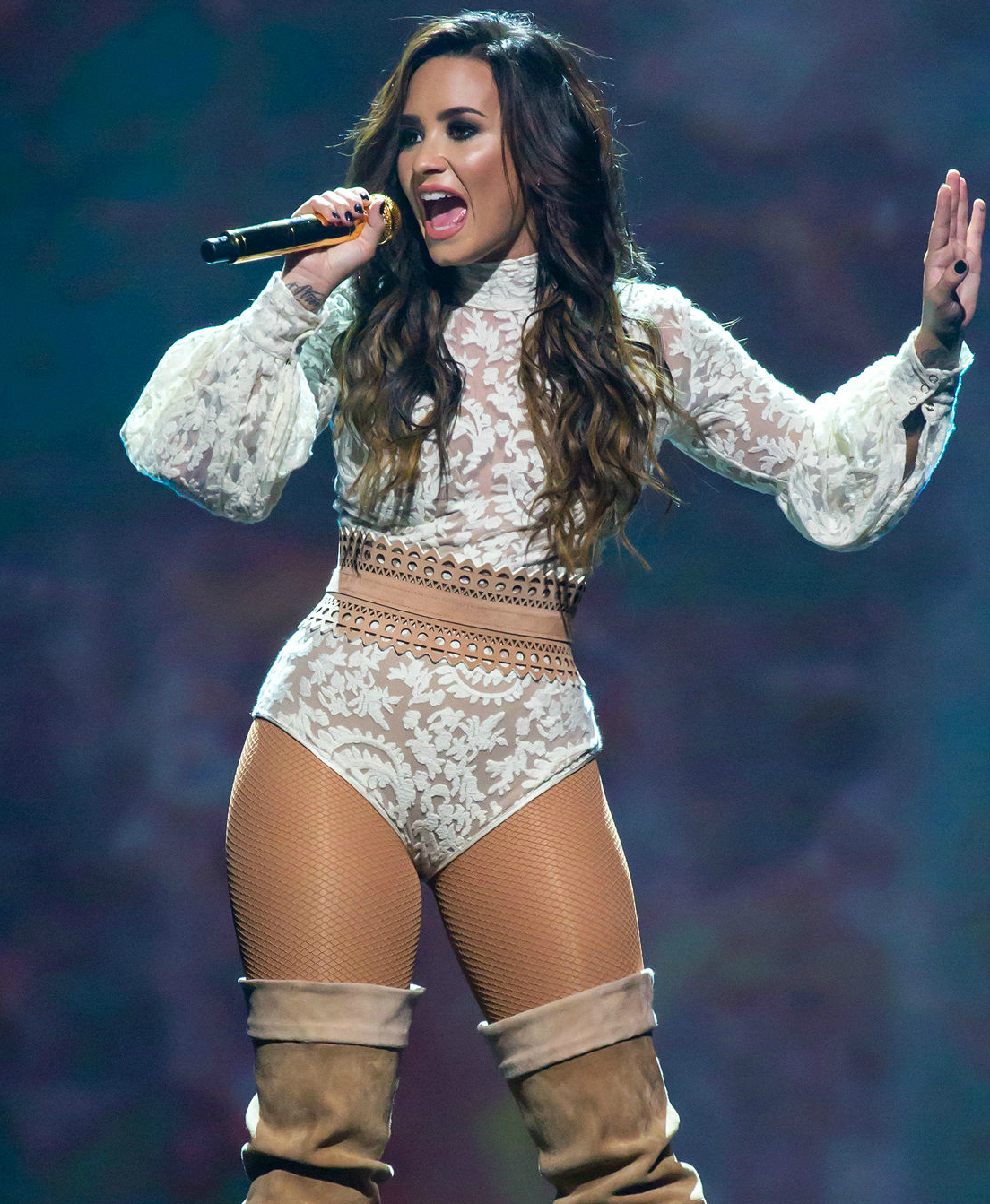
Lovato na Future Now Tour em 2016

Em julho de 2016, Demi deu início a uma turnê conjunta com Nick Jonas pelos EUA, a Future Now Tour. A turnê também passou pelo Canadá, México e Turquia. No mesmo mês, Demi lançou uma nova música, Body Say.
Em dezembro, Demi recebeu sua primeira ao Grammy Awards, pelo álbum Confident, na categoria Melhor Álbum Pop. Porém, não conquistou o prêmio. Demi se apresentou na cerimônia de entrega da premiação ao lado de Tori Kelly e outros artistas, realizando um tributo aos Bee Gees.
Em 2016, Demi foi homenageada com o Prêmio GLAAD Vanguard no 27º GLAAD Media Awards, por seu apoio aos direitos da comunidade LGBT. Demi também foi nomeada para a lista 30 Under 30 da Forbes na categoria música.

### 2017–18:Tell Me You Lovee internação
"No Promises", música do trio de DJs Cheat Codes em parceria com Demi Lovato foi lançada em março de 2017. Em junho, outra música com sua participação foi lançada: Instruction, do DJ britânico Jax Jones. A revista Time colocou Demi entre a lista das 100 pessoas mais influentes daquele ano.

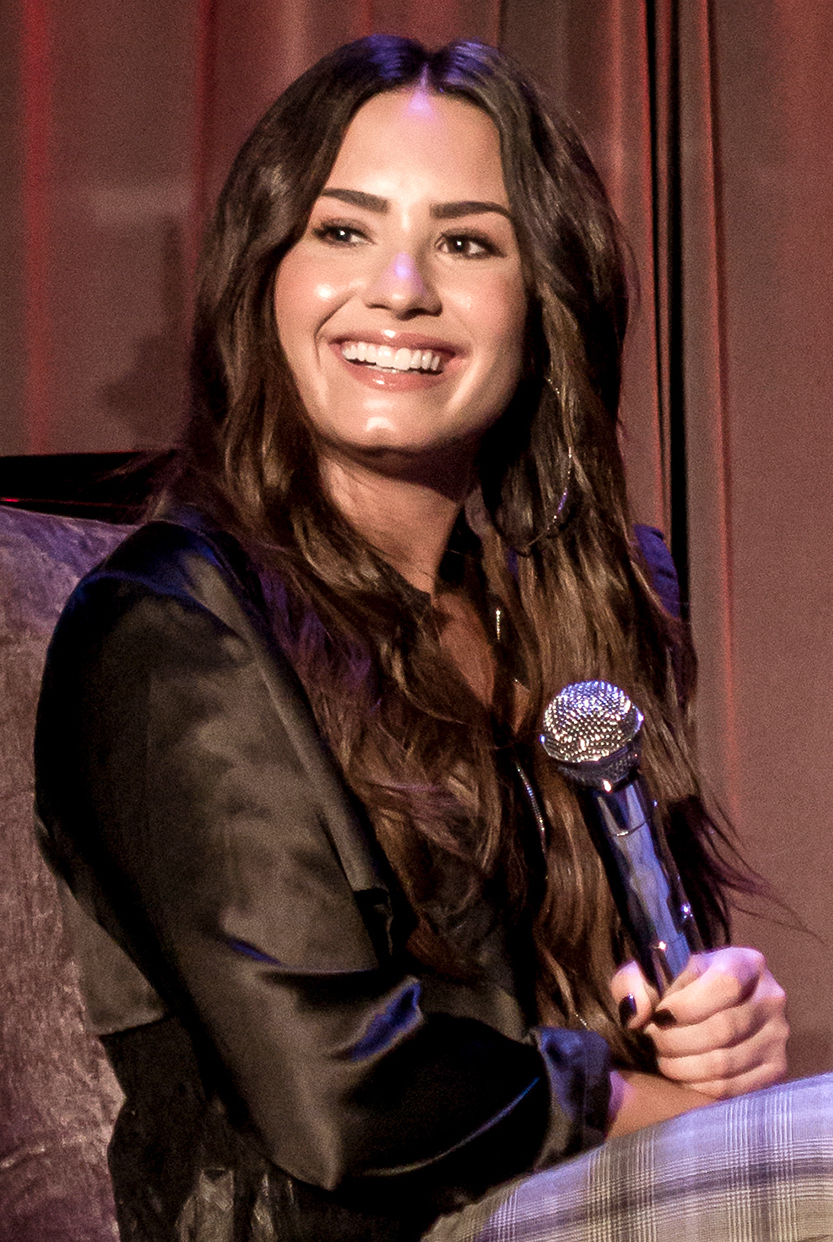
Demi falando e se apresentando ao vivo no Museu do Grammy em setembro de 2017.

Em julho, Demi lançou "Sorry Not Sorry", o primeiro single do seu sexto álbum de estúdio. A canção chegou à sexta posição na Billboard Hot 100, se tornando sua música mais bem-sucedida no chart. O novo disco de Demi, Tell Me You Love Me, foi lançado em setembro de 2017, estreando na terceira posição na Billboard 200. No mês seguinte, lançou um documentário no YouTube, chamado Demi Lovato: Simply Complicated. Nele, Demi faz um balanço de sua vida pessoal e carreira. Também fala sobre a sua bissexualidade e revela que seguiu usando cocaína mesmo após passar por um centro de reabilitação. Em novembro, Demi lançou uma música em parceria com o cantor porto-riquenho Luis Fonsi. Em "Échame la Culpa", Demi canta em inglês e espanhol. Demi deu início a sua nova turnê mundial, a Tell Me You Love Me World Tour, em fevereiro de 2018. A turnê conta com a participação de DJ Khaled e da cantora Kehlani como atos de abertura. A turnê passou pelos EUA, Canadá e por diversos países europeus. Demi possuía shows marcados na América Latina, devendo passar pelo Brasil em novembro, onde faria quatro concertos, mas a turnê acabou sendo cancelada.
Lovato se apresentou no "March for Our Lives", evento em defesa do controle de armas nos EUA, em Washington, D.C., em março de 2018. Em maio, Christina Aguilera lançou uma nova faixa de seu álbum Liberation, chamada Fall in Line, em parceria com Demi Lovato. Fã de Aguilera desde criança, Demi revelou que realizou um sonho ao gravar uma música com a cantora. No mesmo mês, outra música com a participação de Demi foi lançada: Solo, do grupo britânico Clean Bandit. Com o single, Demi conquistou pela primeira vez o topo das paradas britânicas. Em junho, Demi lançou a canção Sober, na qual revela que não se encontrava mais num estado de sobriedade. que ela chamou de "minha verdade".  A turnê mundial Tell Me You Love Me terminou no mês seguinte; originalmente foi programada para terminar em novembro de 2018, mas precisou ser cancelada devido a sua internação por overdose.

### 2019–21: Retorno eDancing With the Devil...The Art Of Starting Over
Em 11 de maio de 2019, Lovato revelou que havia assinado com um novo empresário, Scooter Braun. Ela compartilhou que "não poderia estar mais feliz, inspirada e animada para começar este próximo capítulo". Em agosto de 2019, foi revelado que Lovato apareceria no Eurovision Song Contest: The Story of Fire Saga , um filme original da Netflix , dirigido por David Dobkin, baseado na competição de canções de mesmo nome. O filme foi finalmente lançado em 26 de junho de 2020 e estrelou Will Ferrell e Rachel McAdams.  Isso marcou a primeira aparição de Lovato como atriz desde seu papel como convidada em Glee.em 2013 e seu primeiro papel no cinema desde Camp Rock 2: The Final Jam (2010). No final do mês, após provocar que ela estava trabalhando em um novo projeto, Lovato revelou seu retorno à televisão com um papel recorrente na última temporada da sitcom da NBC Will & Grace, onde ela interpretou a substituta de Will.
Em janeiro de 2020, Lovato fez sua primeira aparição musical desde seu hiato com uma apresentação do single "Anyone" no Grammy Awards de 2020. A música, que foi gravada quatro dias antes de sua overdose de drogas em 2018, foi lançada no iTunes imediatamente depois. Em 2 de fevereiro de 2020, Lovato apresentou " The Star-Spangled Banner " no Super Bowl LIV. Em 6 de março, Lovato lançou um novo single intitulado "I Love Me". O lançamento foi complementado por uma aparição como convidada no The Ellen DeGeneres Show. Em 16 de abril, ela lançou uma colaboração com Sam Smith intitulado "I'm Ready". No MTV Video Music Awards de 2020, Lovato recebeu duas indicações por sua música "I Love Me", tornando-se a primeira artista na história do VMA para receber uma indicação todos os anos por oito anos consecutivos. Em 10 de setembro, Lovato lançou uma colaboração com o DJ americano Marshmello, intitulada " OK Not to Be OK ", em parceria com o movimento de prevenção ao suicídio Hope For The Day. Em 30 de setembro de 2020, Lovato lançou "Still Have Me" via Twitter; a música foi posteriormente lançada em plataformas digitais. Em 14 de outubro, ela lançou uma balada política intitulada "Commander in Chief", antes das eleições presidenciais dos Estados Unidos em 2020. Ela apresentou o People's Choice Awards de 2020 em 15 de novembro de 2020. Em 20 de novembro, ela apresentou a música "My Reputation" do rapper americano Jeezy de seu álbum The Recession 2. Em 4 de dezembro, Lovato participou de um remix da música "Monsters" da banda de rock All Time Low.
Lovato foi escolhida para se apresentar durante o Celebrating America , o especial de televisão em horário nobre que marca a posse de Joe Biden. Lovato cantou "Lovely Day" de Bill Withers , com participações do presidente Joe Biden com seu neto.
Uma série de documentários em quatro partes seguindo a vida de Lovato estreou no YouTube em março de 2021. Na série, intitulada Demi Lovato: Dancing with the Devil, foi dirigida por Michael D. Ratner e apresentou sua jornada pessoal e musical nos últimos três anos. Mais tarde, foi anunciado que o sétimo álbum de estúdio de Lovato, intitulado Dancing with the Devil... the Art of Starting Over, seria lançado em 2 de abril de 2021. Lovato o definiu como "a trilha sonora não oficial do documentário". O álbum apresenta colaborações com Ariana Grande , Noah Cyrus e Saweetie, bem como o lançado anteriormente "What Other People Say", uma colaboração entre Lovato e o cantor e compositor australiano Sam Fischer, lançado inicialmente em 4 de fevereiro de 2021. Dancing with the Devil... the Art of Starting Over estreou em segundo lugar na Billboard 200, com vendas na primeira semana de 74.000 unidades equivalentes a álbuns nos Estados Unidos. Antes do lançamento do álbum, Lovato lançou uma das duas faixas-título como single "Dancing with the Devil" em 26 de março de  e "Met Him Last Night" em 13 de abril de 2021. The Dave Audé remix da canção foi indicado para Melhor Gravação Remixada no Grammy Awards de 2021. Em 20 de agosto de 2021, Lovato lançou o videoclipe "Melon Cake".
Lovato lançou uma série de podcast intitulada 4D com Demi Lovato em 19 de maio de 2021, com novos episódios sendo lançados todas as quartas-feiras. Os Convidados confirmados para o podcast incluem Chelsea Handler, Jane Fonda, Jameela Jamil, Alok Vaid-Menon e Glennon Doyle. Em 30 de julho de 2021, um talk show apresentado por Lovato intitulado The Demi Lovato Show foi lançado na plataforma de streaming de Roku . Consistindo em episódios de dez minutos, apresenta conversas francas e não filtradas entre Lovato e convidados especialistas e celebridades, explorando tópicos como ativismo, positividade corporal, identidade de gênero, sexo, relacionamentos, mídia social e bem-estar. O programa foi inicialmente anunciado em fevereiro de 2020 para ir ao ar no Quibi sob o título Pillow Talk with Demi Lovato antes de Quibi vender seu conteúdo para Roku.
Em 17 de setembro de 2021, o rapper americano G-Eazy lançou "Breakdown" com Lovato como o segundo single de seu álbum These Things Happen Too. Em 30 de setembro, Lovato lançou uma série de quatro episódios intitulada Unidentified with Demi Lovato na Peacock. O show segue Lovato enquanto ela procura por sinais de vida extraterrestre com sua irmã Dallas e seu amigo Matthew Montgomery.

### 2022–2024:Holy Fvck,Revamped e Child Star

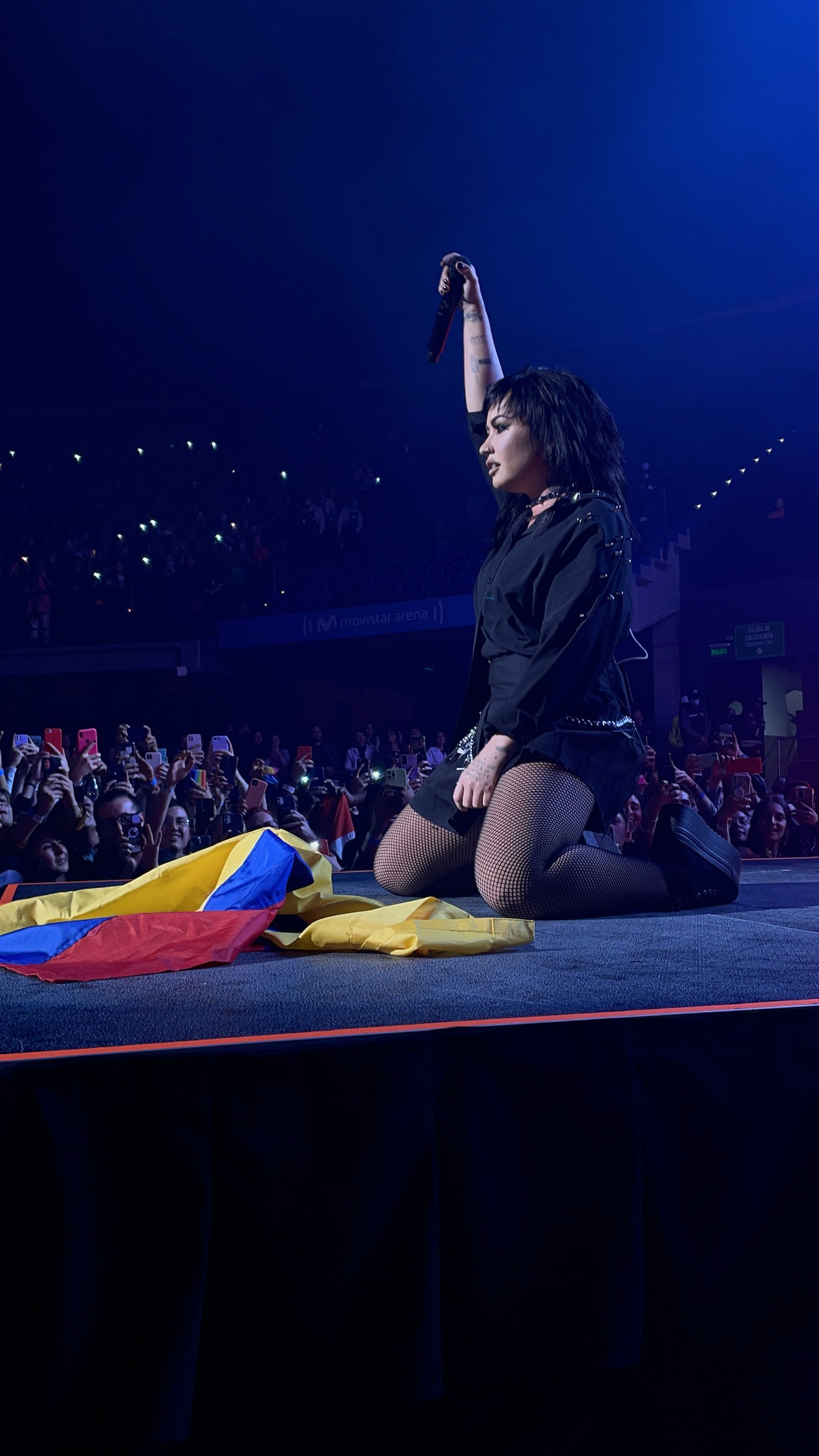
Demi se apresentando em Bogotá em na Holy Fvck Tour em setembro de 2022.

No início de 2022, Lovato começou a divulgar seu oitavo álbum de estúdio e o descreveu como "mais rock do que qualquer coisa". a afirmou que o álbum é uma reminiscência de seu primeiro álbum de estúdio, Don't Forget (2008), e exploraria o "peso" em seu som. Lovato ainda chamou o álbum de seu "melhor absoluto até agora" e "tão representativo de mim". A cantora apareceu em "FIIMY (Fuck It, I Miss You)", uma colaboração com a Winnetka Bowling League, que foi lançada em 4 de fevereiro de 2022. "Skin of My Teeth", o primeiro single do próximo álbum de Lovato, foi lançado em 10 de junho de 2022. Ela estreou a música um dia antes no The Tonight Show Starring Jimmy Fallon. Em 6 de junho, o título do álbum foi oficialmente anunciado como Holy Fvck, junto com sua capa e um trailer; foi lançado em 19 de agosto de 2022. Holy Fvck foi precedido por outros dois singles: "Substance" e "29", em julho e agosto. O álbum estreou na sétima posição na Billboard 200 dos EUA com 33.000 unidades, tornando-se a oitava entrada consecutiva de Lovato no top dez da parada. Também liderou as paradas da Billboard Top Rock Albums e Top Alternative Albums Em apoio ao álbum, ela embarcou na Holy Fvck Tour, que começou em Springfield, Illinois, em 13 de agosto de 2022, e terminou em Rosemont, Illinois, em 10 de novembro.. Em agosto de 2022, um pôster anunciando o álbum e apresentando Lovato em uma roupa estilo bondage deitada em um crucifixo acolchoado foi proibido no Reino Unido pela Advertising Standards Authority por ser "suscetível de causar sérias ofensas aos cristãos".
Em 3 de março de 2023, Lovato lançou "Still Alive", o single principal da trilha sonora do filme de terror Pânico VI. A canção recebeu uma indicação ao MTV Movie & TV Award de Melhor Canção. Depois de apresentar uma versão rock de sua música de 2013 "Heart Attack" em turnê, Lovato a lançou oficialmente com vocais regravados em 24 de março. Nos meses seguintes, ela continuou a lançar versões rock de seus maiores sucessos anteriores, "Cool for the Summer" e "Sorry Not Sorry" (esta última com o guitarrista Slash), com um "som mais sombrio apoiado por guitarras elétricas e uma entrega lírica mais corajosa de Lovato". Forbes disse que regravar seus sucessos como "hinos do rock" é uma "jogada comercial brilhante" e afirmou que isso "mostra sua versatilidade artística e demonstra sua disposição de evoluir como artista". Em maio, Lovato fez uma participação especial como ela mesma em "Met Gala", o oitavo episódio da terceira temporada da série de comédia Dave. Em 22 de junho, ela lançou de surpresa a música "Swine" como uma canção de protesto dois dias antes do aniversário de um ano da decisão da Suprema Corte de anular Roe v. Wade Um single beneficente, os lucros líquidos de Lovato foram doados ao Fundo de Justiça Reprodutiva da Fundação Demi Lovato por um ano, que usou os lucros para apoiar as organizações sem fins lucrativos: NARAL Pro-Choice America, Plan C e a National Network of Abortion Funds.
Em 14 de julho de 2023, acompanhando o lançamento da versão rock de "Sorry Not Sorry", ela anunciou seu primeiro álbum de remixes intitulado Revamped, que traz dez regravações de músicas anteriores em formato rock; foi lançado em 15 de setembro de 2023. Em um comunicado à imprensa, ela disse: "dar nova vida às músicas que desempenharam um papel tão importante na minha carreira me permitiu sentir-me muito mais próxima da minha música do que nunca". A versão rock de "Confident" foi lançada como quarto e último single em agosto. Revamped recebeu críticas positivas dos críticos, que elogiaram os vocais de Lovato, a produção de rock do disco e a nova iteração das músicas. Em 4 de agosto, foi lançado o quarto remix da música "Eve, Psyche & the Bluebeard's Wife" do grupo feminino sul-coreano Le Sserafim, que contou com a participação de Lovato. Uma semana depois, Lovato lançou um cover da música "Let Me Down Easy", da série Daisy Jones & the Six. Em 29 de agosto, a cantora brasileira Luísa Sonza lançou seu terceiro álbum de estúdio Escândalo Íntimo, que contém a música em português "Penhasco2", uma colaboração entre Sonza e Lovato. Também em agosto, foi revelado que Lovato não era mais representada pela Scooter Braun e pela SB Projects, tendo deixado sua gestão em julho. Ela assinou com Brandon Creed e sua Good World Management em setembro.
Em 10 de setembro de 2023, Demi fez uma apresentação especial no "Kickoff Show" da décima temporada de The Masked Singer como "Anonymouse". Ela apresentou um medley no MTV Video Music Awards de 2023 dois dias depois e foi escolhida pela Billboard e pelo USA Today como uma das melhores performances do show. Lovato foi a produtora executiva e apresentadora do A Very Demi Holiday Special, que contou com a participação de várias celebridades e estreou em 8 de dezembro no Roku. Também em dezembro, ela fez uma aparição especial no especial de televisão Dynamo Is Dead. Lovato realizou um show único na véspera de Ano Novo em 31 de dezembro de 2023, no Cosmopolitan of Las Vegas em Paradise, Nevada. Ela participou de um cover de blues de "Papa Was a Rolling Stone" com Slash, de seu segundo álbum solo Orgy of the Damned, lançado em 17 de maio de 2024.
Em julho de 2024, a banda regional mexicana Grupo Firme revelou que havia gravado uma colaboração com Demi, que era iminente. Em 2 de agosto foi anunciado que sua colaboração com a banda, intitulada "Chula", que foi lançada em 15 de agosto. Demi estrelou e fez sua estreia na direção com Child Star, um documentário que ela co-dirigiu com Nicola Marsh e coproduziu sob sua própria DLG, ao lado da OBB Media e SB Projects. O filme apresenta entrevistas de Lovato com seis ex-estrelas infantis e "examina os altos e baixos de crescer sob os holofotes". Foi lançado no Hulu em 17 de setembro de 2024. Em promoção ao filme, Lovato lançou o single "You'll Be OK, Kid" em 13 de setembro.

### 2025-presente: Próximo álbum de estúdio
Demi confirmou que estava trabalhando em seu próximo álbum de estúdio. Durante entrevista ao The Tonight Show Starring Jimmy Fallon, em setembro de 2024, a cantora de deu algumas dicas do que esperar do próximo álbum dela. "É verdade. Estou trabalhando em novas músicas. Estou meio que descobrindo meu som agora," afirmou. Em maio de 2025, Demi provou novamente o ínicio de sua nova era após postar um vídeo em sua conta do TikTok com a legenda: “Alguém mais ouviu isso? Parece que uma nova era está chegando…”. Demi estrelou ao lado de Rose Byrne, Dominic Sessa e Octavia Spencer no filme Tow, dirigido por Stephanie Laing. A produção começou em abril de 2024. O filme estreou em junho de 2025, no Festival de Cinema de Tribeca e recebeu críticas positivas. Demi irá lançar seu próprio livro de receitas, One Plate at a Time, em 31 de março de 2026; será publicado pela Flatiron Books, uma marca da Macmillan Publishers. Demi provocou o lançamento do seu álbum a partir de 9 de julho, quando privou todos as publicações de seu Instagram e mudou a foto de perfil de todas as suas platarformas. Alguns dias depois ela divulgou trechos do primeiro single da próxima era, "Fast", destacando seu som influenciado pelo EDM. A música foi lançada em 1 de agosto de 2025.

## Características musicais

### Influências e estilo
Demi afirmou que gosta de heavy metal, especialmente black metal e metalcore, citando a banda de black metal sinfônico Dimmu Borgir como "um de seus artistas favoritos ao vivo". Lovato falou que a música era sua primeira paixão, "por que veio muito naturalmente", completando que "interpretar tem sido como um hobby".
Em seu primeiro álbum, Don't Forget, seu som pop rock e power pop foi comparado ao da banda Jonas Brothers, principalmente devido ao fato dos membros terem tido participação na composição e produção do disco. Demi descreveu Kelly Clarkson como sua "inspiração desde que tinha dez anos de idade" e disse que o álbum seria como "uma mistura do som [de Clarkson] e Paramore". Citou também Christina Aguilera, Aretha Franklin e Gladys Knight como influências. Sobre Aretha, Lovato comentou que, apesar de sua música "não necessariamente soar como a dela, há algumas canções em que eu realmente coloco bastante coração e alma, e ela me inspirou de verdade".
Seu sucessor, Here We Go Again, também trouxe um som geralmente pop rock, mas com maior influência soul. Lovato trabalhou com compositores como John Mayer, que citou como uma influência para o disco, Toby Gad e Jon McLaughlin. De acordo com Jeff Miers, do The Buffalo News, o álbum também tem características de teen-pop. O terceiro álbum de estúdio, Unbroken, foi o que marcou uma maior mudança em seu som, que passou a ser mais pop e R&B, sendo influenciado por cantoras como Rihanna e Keri Hilson. Lovato trabalhou com os produtores Timbaland, Ryan Tedder, Rock Mafia, Toby Gad, entre outros.

### Voz
Demi Lovato tem uma voz classificada como soprano lírico-full, e possui um vocal acima da média, 4 oitavas e 1 semitom, incluindo o whistle register. Após o lançamento de seu álbum de estreia, lançado quando Lovato tinha dezesseis anos, o crítico Nick Levine comentou no Digital Spy que "de fato, suas performances vocais são consistentemente impressionantes". Em sua crítica para Here We Go Again, liberado no ano seguinte, para a Billboard, Kerri Mason notou que "enquanto outros artistas da Disney precisam de muito auto-tune e camadas de efeitos, Demi Lovato soa melhor com pouca produção" e a chamou de "um talento natural". No PopMatters, Cody Miller afirmou que Lovato possui "um maior alcance vocal do que suas contemporâneas e um melhor senso de carisma durante uma gravação". De forma semelhante, Jeff Miers, redator do The Buffalo News, disse em sua resenha de Here We Go Again que Lovato, "ao contrário de tantas outros companheiros da Disney, pode realmente cantar" e destacou o fato da voz de Demi não ser editada excessivamente em estúdio.
Voltou a lançar um álbum apenas em 2011, aos dezenove anos, e os críticos notaram um amadurecimento em sua voz,  que foi descrita como "forte e versátil" por Jon Caramanica, crítico do New York Times. Apesar disso, Stephen Thomas Erlewine, do Allmusic, apontou que Lovato precisa "forçar" sua voz para cantar em algumas partes das baladas de Unbroken.

## Filantropia

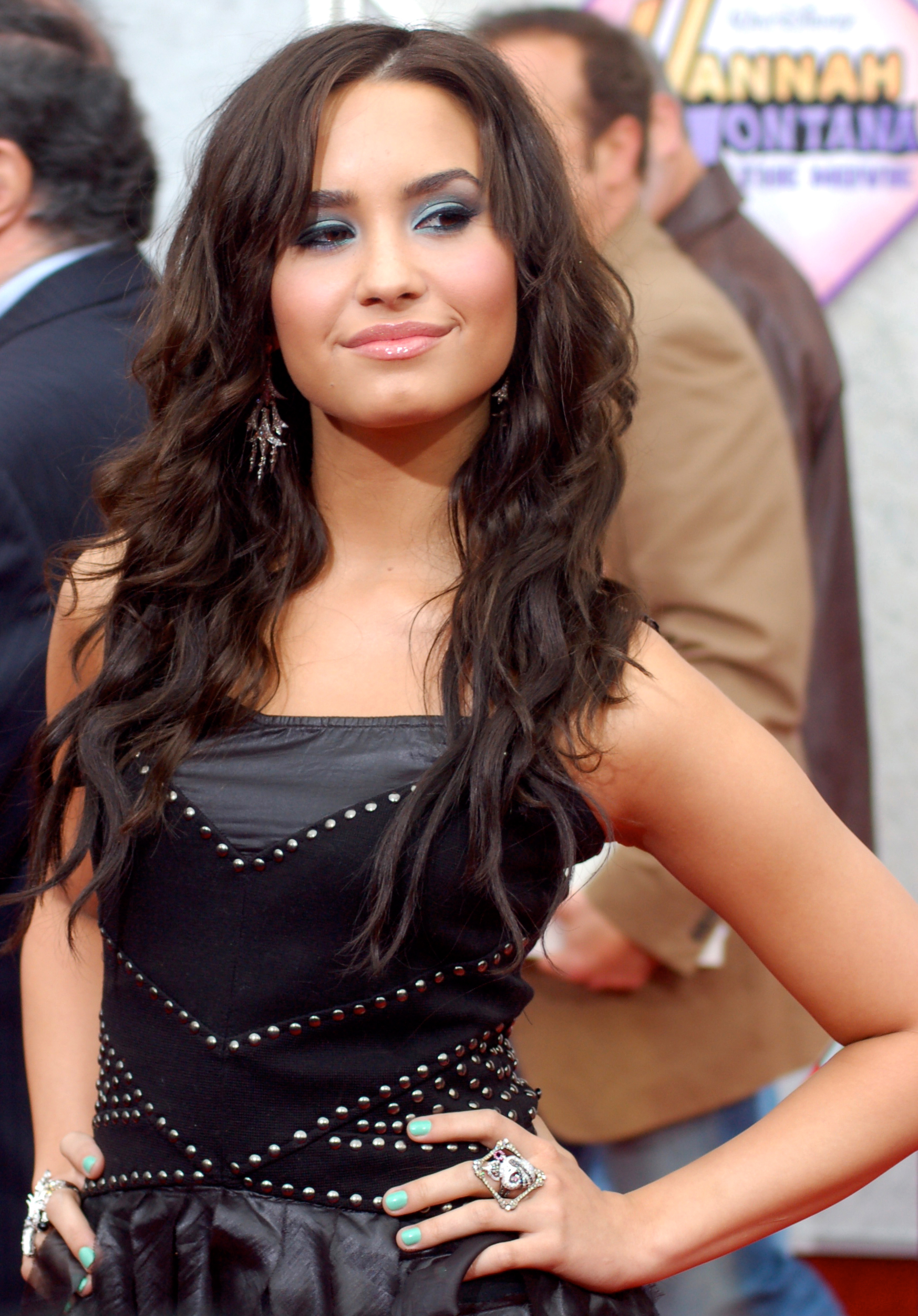
Lovato na estreia de Hannah Montana: The Movie. (abril de 2009)

Demi é participante das campanhas Teens Agains Bullying e STOMP Out Bullying, que têm como objetivo combater o bullying nas escolas. Também esteve no America's Next Top Model e no Newsroom do CNN, para discutir sobre o assunto.
Demi também se apresentou no Concert for Hope, realizado em 25 de outubro de 2009 em Los Angeles - com o objetivo de ajudar crianças com câncer. Foram cantadas canções de seus dois álbuns de estúdio, como "Don't Forget", "Remember December" e "Catch Me". Em dezembro de 2009, participou de uma campanha de final de ano em benefício da Starlight Children's Foundation, que ajuda na educação e entretenimento de crianças com doenças graves. Lovato, assim como outros artistas, projetou uma camisa, que foi colocada à venda e seu lucro revertido para a fundação. As vendas da camisa desenhada por Lovato foram declaradas bem-sucedidas. Demi também fez parte da gravação de um vídeo para a campanha I Am the Country, para ajudar as vítimas do terremoto em 2010 no Chile.
Lovato faz parte do Friends for Change, um projeto desenvolvido pela Disney para encorajar as pessoas a preservar a natureza. Em 2009, gravou a primeira canção do projeto, "Send It On", com os Jonas Brothers, Miley Cyrus e Selena Gomez. A canção estreou na vigésima posição da Billboard Hot 100 e permaneceu na parada musical por cinco semanas. A canção arrecadou cerca de 500 mil dólares para instituições desde seu lançamento. Em 2010, voltou a gravar uma canção para o projeto, chamada "Make a Wave", com Joe Jonas. Esta estreou na 84ª posição da mesma parada, e faz parte do documentário francês Oceans, lançado nos Estados Unidos pela Disneynature.
Após o terremoto seguido de tsunami que ocorreu no Japão em março de 2011, fez uma doação de um milhão de dólares para ajudar as vítimas, além de ter uma foto sua tirada segurando uma bandeira do país com as palavras "Please Help" escritas no centro, para incentivar outras doações. Demi demonstrou seu apoio à campanha Love Is Louder, promovida pela revista Seventeen, para a qual tirou uma fotografia na qual aparece com a frase "love is louder than the pressure to be perfect" escrita em suas mãos; também gravou um vídeo para a campanha. No Natal de 2012, Demi publicou em seu canal oficial no YouTube uma regravação da canção "Angels Among Us", da banda Alabama, em homenagem às crianças assassinadas no tiroteio na escola primária de Sandy Hook, em Newtown.
Em agosto de 2013, Demi viajou para a Masai Mara, no Quênia, como voluntária do movimento Free the Children, com o objetivo de ajudar a construir uma escola. Lovato, que passou seu aniversário de vinte e um anos no país, comentou: "Com 21 sendo um aniversário marcante, eu queria uma maneira memorável e significativa de comemorar, ao invés de dar uma grande festa. [...] Ter trabalhado com a organização ao longo desse ano tem sido ótimo por me permitir ver em primeira mão o trabalho maravilhoso que está sendo feito como resultado do esforço incrível de jovens".

## Vida Pessoal

### Residência
Em 20 de agosto de 2010, seu aniversário de 18 anos, Demi comprou uma casa de estilo mediterrâneo em Los Angeles para sua família. Em setembro de 2016, ela também comprou uma casa em Laurel Canyon em Los Angeles por US$ 8,3 milhões, que ela vendeu em junho de 2020 por US$ 8,25 milhões. Em setembro de 2020, Demi comprou uma casa em Studio City em Los Angeles por US$ 7 milhões.

### Hobbies
Demi começou a treinar Jiu-jitsu brasileiro em 2016. Ela foi promovida à faixa roxa no esporte em 4 de fevereiro de 2023.

### Sexualidade, gênero e relacionamentos
Por alguns meses, Lovato namorou o cantor Trace Cyrus em 2009. Lovato namorou brevemente seu colega de elenco de Camp Rock, Joe Jonas, em 2010. Lovato então teve um relacionamento intermitente com o ator Wilmer Valderrama; eles começaram a namorar em agosto de 2010, quando Valderrama tinha 29 anos e Lovato tinha 18. Eles terminaram o relacionamento em junho de 2016. Seu single de 2022 "29" foi amplamente considerado como sendo sobre Wilmer e a significativa diferença de idade em seu relacionamento, embora Lovato não tenha confirmado isso diretamente. Lovato mais tarde namorou o atleta do UFC Guilherme "Bomba" Vasconcelos de janeiro a julho de 2017. No final de 2018, Lovato namorou brevemente o designer Henry Levy até março de 2019. Ela namorou o modelo Austin Wilson por alguns meses até o final de 2019. Em 23 de julho de 2020, Lovato anunciou seu noivado com o ator Max Ehrich. Os dois começaram a namorar quatro meses antes, mas acabaram cancelando o noivado em setembro. No início de agosto de 2022, a People relatou que Lovato estava em um "relacionamento feliz e saudável" com um músico. Em 20 de agosto, o músico canadense Jordan Lutes "Jutes" anunciou o relacionamento em uma postagem no Instagram marcando o 30º aniversário de Lovato. Em 16 de dezembro de 2023, foi anunciado que Demi e Jutes estavam noivos. O casamento aconteceu em 25 de maio de 2025, na Califórnia.
Lovato descreve sua sexualidade como fluida e disse que está aberta a encontrar o amor com alguém de qualquer gênero. Em julho de 2020, ela se autodenominou queer em uma declaração nas redes sociais lamentando a morte de sua colega de elenco de Glee, Naya Rivera. Em março de 2021, Lovato se assumiu pansexual e sexualmente fluida, afirmando "Sempre soube que era muito queer, mas abracei isso totalmente". Na mesma entrevista, ela se autodenominou "muito queer" para namorar homens na época. Ela também expressou orgulho de pertencer à "máfia do alfabeto", referindo-se à comunidade LGBT.
Em 19 de maio de 2021, Lovato se assumiu publicamente como uma pessoa não binária e anunciou a decisão de mudar seus pronomes de gênero para they/them, afirmando que "isso aconteceu depois de muito trabalho de cura e autorreflexão. Ainda estou aprendendo e me tornando eu mesma; não afirmo ser uma especialista ou porta-voz. Compartilhar isso com vocês agora abre outro nível de vulnerabilidade para mim."  Ela já havia se assumido como não binária para sua família e amigos no final de 2020. Lovato mais tarde mudou seus pronomes para incluir she/her em abril de 2022, e se descreveu em agosto seguinte como uma "pessoa fluida" que havia "adotado os pronomes de she/her novamente" depois de começar a se sentir "mais feminina". Em Setembro, ela reiterou que “ainda se sente muito confortável com they/them”.

### Problemas Pessoais
Em uma entrevista para Ellen DeGeneres, ela admitiu que havia sofrido experiências de bullying na sétima série da escola. Segundo Demi, isso era tão incomodativo que pediu a sua mãe que passasse a ter aulas em casa. Mais tarde, disse: "Me chamavam de gorda. E essas meninas nunca me explicaram o porquê dessa intimidação. Então eu pensava: 'ah, então eu não tenho amigos porque sou gorda'".
Em novembro de 2010, Lovato suspendeu sua participação em uma turnê que realizava com a banda Jonas Brothers e internou-se voluntariamente em uma clínica de reabilitação especializada em adolescentes e jovens. De acordo com seu empresário, Lovato "decidiu se tornar responsável por seus atos e procurar ajuda". Pouco depois, a Disney informou que apoiava a decisão de Lovato de "colocar sua saúde em primeiro lugar" e que "lhe desejam o melhor". Em 28 de janeiro de 2011, pouco menos de três meses depois de iniciar o tratamento na clínica, Lovato o concluiu e voltou para Los Angeles.
No início de março do mesmo ano, gravou um vídeo de pouco mais de um minuto para o portal Câmbio, no qual disse "estar bem" e que o apoio que tinha recebido ajudou a passar pelo que chamou de "a época mais sombria de sua vida". Lovato completou dizendo que tinha passado "por uma jornada muito difícil nos últimos meses, lidando com questões com que várias outras garotas também têm que lidar", mas que estava "animada para voltar ao trabalho e descobrir o que o futuro lhe reserva". Na época da internação, foi divulgado que os motivos seriam problemas emocionais e físicos; depois, Demi confirmou que sofria de distúrbios alimentares e automutilação - além de transtorno bipolar, que descobriu apenas durante o tratamento. Também disse estar "feliz e mais inspirada" após sua saída da clínica. Lovato tatuou as palavras "Stay" e "Strong" (em português: Permaneça forte) nos seus pulsos, como um lema.
Demi não tinha interesse em manter contato com seu pai distante, Patrick, depois de seu divórcio de Dianna. Ele é o homem de sua canção "For The Love of a Daughter", que teria sido motivada por uma série de entrevistas dadas por seu pai para beneficiar-se de sua fama. Ele morreu de câncer em 22 de junho de 2013, aos 53 anos de idade. Pouco depois de sua morte, Lovato revelou que ele sofria de uma doença mental e que em sua honra criou um programa de auxílio para tratamento.
Em 24 de julho de 2018, a emergência foi chamada para uma ocorrência em sua mansão em Hollywood Hills, onde lhe encontraram inconsciente depois de sofrer uma overdose de heroína, logo deu entrada em um hospital em Los Angeles.

### Saúde mental e abuso de substâncias
Demi sofria de bulimia nervosa , automutilação e bullying antes de sua primeira temporada na reabilitação aos 18 anos. Em 1 de novembro de 2010, Lovato se retirou da turnê Jonas Brothers: Live in Concert , entrando em um centro de tratamento para "problemas físicos e emocionais". Foi relatado que ela decidiu entrar em tratamento após dar um soco na dançarina de apoio Alex Welch; sua família e equipe de gestão a convenceram de que ela precisava de ajuda. Demi disse que assumiu "100% de responsabilidade total" pelo incidente.  Em 28 de janeiro de 2011, ela concluiu o tratamento hospitalar no Timberline Knolls e voltou para casa. Lovato reconheceu que tinha bulimia, havia se cortado e estava se "automedicando" com drogas e álcool "como muitos adolescentes fazem para anestesiar sua dor". Ela acrescentou que "basicamente teve um colapso nervoso" e foi diagnosticada com transtorno bipolar durante seu tratamento. Mais tarde, ela comentou que costumava usar cocaína várias vezes ao dia e contrabandeava cocaína para aviões.  Em uma entrevista de 2022 no podcast Call Her Daddy , Lovato acrescentou que começou a usar opiáceos aos 13 anos após um acidente de carro e "já estava bebendo" naquela época. Ela disse que isso acabou a levando a usar cocaína aos 17 anos.
Em abril de 2011, Demi se tornou editora colaboradora da revista Seventeen, escrevendo um artigo que descrevia suas lutas. Em março de 2012, a MTV exibiu um documentário, Demi Lovato: Stay Strong , sobre sua reabilitação e recuperação. Ela começou a trabalhar em seu quarto álbum de estúdio no mês seguinte. Em janeiro de 2013, foi relatado que Demi estava morando em uma clínica de recuperação em Los Angeles por mais de um ano porque ela sentiu que era a melhor maneira de evitar o retorno ao seu vício e transtorno alimentar. Demi comemorou o aniversário de cinco anos de sua sobriedade em 15 de março de 2017.
Em seu documentário do YouTube de 2017, Demi Lovato: Simply Complicated, Lovato revelou que seu tratamento em Timberline Knolls não foi totalmente bem-sucedido, afirmando que ela ainda lutava contra o alcoolismo e o vício em cocaína no ano seguinte à sua passagem pelo centro de tratamento e admitindo ainda que estava de fato sob a influência de cocaína enquanto era entrevistada sobre sua sobriedade para Demi Lovato: Stay Strong. Ela declarou: "Eu não estava trabalhando no meu programa. Eu não estava pronta para ficar sóbria. Eu estava pegando escondido em aviões, pegando escondido em banheiros, pegando escondido durante a noite. Ninguém sabia."
Demi também afirmou que seu vício em drogas e álcool não só a fez quase ter uma overdose várias vezes, mas mais tarde começou a impactar sua capacidade de se apresentar ao vivo e promover seu álbum Unbroken, referindo-se a uma apresentação de 2012 no American Idol, onde ela estava com uma ressaca severa. Depois que sua equipe de gestão expressou suas intenções de deixá-la, Demi concordou em retomar o tratamento e o aconselhamento para seu vício, levando-a a se mudar para uma unidade de vida sóbria em Los Angeles com colegas de quarto e responsabilidades para ajudá-la a superar seus problemas com drogas e álcool. Embora ela tenha afirmado anteriormente que estava totalmente farta de drogas pesadas como heroína, Lovato revelou em março de 2021 que não estava completamente sóbria; ela bebia álcool e fumava maconha com moderação naquele momento, uma escolha com a qual muitos de seus amigos discordavam abertamente. Ela decidiu pela moderação, pois sentia que estava se preparando para o fracasso se dissesse a si mesma que nunca mais beberia ou fumaria. Lovato disse que foi porque lhe foi incutido que "uma bebida era equivalente a um cachimbo de crack". Isso mudou em dezembro seguinte, quando ela abandonou seus "modos sóbrios da Califórnia" e se declarou "Sóbria é a única maneira de ser".
Em 2021, Demi disse que inicialmente aceitou seu diagnóstico bipolar e compartilhou isso em 2011 porque explicava seu comportamento errático, mas depois passou a acreditar que era impreciso: "Eu estava agindo mal quando tinha 18 anos por muitos motivos, mas agora sei por vários médicos diferentes que não era porque eu era bipolar. Eu tive que crescer." Lovato também afirmou que o diagnóstico foi revisado para transtorno de déficit de atenção e hiperatividade (TDAH).

#### Overdose de drogas em 2018
Em 21 de junho de 2018, Demi lançou o single "Sober", no qual revelou que havia recaído após seis anos de sobriedade. Em 24 de julho de 2018, ela foi levada às pressas para o Cedars-Sinai Medical Center em Los Angeles depois que os serviços de emergência foram chamados para sua casa devido a uma overdose de opioides. Lovato relembrou: "Os médicos me disseram que eu tinha de cinco a 10 minutos, tipo, se ninguém tivesse me encontrado, eu não estaria aqui." A cantora foi relatada como estável e se recuperando no final do dia. Ela teria sofrido uma overdose de oxicodona misturada com fentanil e foi reanimada com naloxona.
Demi também teve múltiplas complicações de saúde decorrentes da overdose, incluindo múltiplos derrames, um ataque cardíaco e danos cerebrais, o último dos quais causou problemas de visão duradouros. Ela ficou hospitalizada por duas semanas e posteriormente foi internada em uma clínica de reabilitação.
A overdose de drogas de Demi  recebeu ampla cobertura da mídia, levando-a a se tornar a pessoa mais pesquisada no Google em 2018, à frente de outras figuras que receberam ampla cobertura ao longo do ano, devido em grande parte ao interesse público em torno da overdose.
Em dezembro de 2018, Demi acessou o Twitter para descartar rumores sobre sua overdose e agradeceu aos fãs, escrevendo: "Se eu sentir que o mundo precisa saber de algo, eu mesma contarei a eles. Tudo o que meus fãs precisam saber é que estou trabalhando duro em mim mesma, estou feliz e limpa e sou MUITO grata pelo apoio deles. Ela acrescentou que um dia ela "contaria ao mundo o que exatamente aconteceu, por que aconteceu e como é minha vida hoje... mas até que eu esteja pronta para compartilhar isso com as pessoas, por favor, parem de bisbilhotar e inventar merdas sobre as quais vocês não sabem nada. Eu ainda preciso de espaço e tempo para me curar."
Demi abordou o assunto durante uma aparição em 2020 no The Ellen DeGeneres Show, elaborando sobre como suas lutas agravadas com bulimia em 2018 contribuíram para sua eventual overdose de drogas, pois ela teve uma recaída três meses antes do incidente devido a estar extremamente infeliz. A cantora atribuiu essas lutas às medidas extremas que seu então empresário, Phil McIntyre, tomou para controlar a comida que ela ingeria. Demi explicou ainda que, junto com a natureza controladora de sua equipe de gestão, eles não lhe forneceram a ajuda de que ela precisava: "Pessoas verificando quais eram meus pedidos no Starbucks em meus extratos bancários ... apenas pequenas coisas assim ... isso me levou a ficar muito infeliz e minha bulimia piorou muito e eu pedi ajuda e não recebi a ajuda de que precisava."  Além disso, ela relatou que seu processo de pensamento na noite em que recaiu após seis anos de sobriedade foi o seguinte: "Estou sóbria há seis anos e estou miserável. Estou ainda mais miserável do que quando bebia. Por que estou sóbria?"  Quando Lovato confrontou sua gerência sobre esses pensamentos, esta última respondeu: "Você está sendo muito egoísta, isso arruinaria as coisas não apenas para você, mas para nós também." Isso fez Lovato se sentir "completamente abandonada" devido ao desencadeamento de seus problemas subjacentes de abandono com seu pai biológico, e então ela "bebeu ... naquela noite".

## Outros empreendimentos

### Ativismo
O trabalho de Demi como ativista dos direitos LGBT foi reconhecido pela GLAAD, que lhe concedeu o Prêmio Vanguard em 2016. Quando a Lei de Defesa do Casamento foi apelada em junho de 2013, Demi comemorou a ocasião nas redes sociais. Ela já havia afirmado seu apoio à comunidade LGBT: "Eu acredito no casamento gay, eu acredito na igualdade. Eu acho que há muita hipocrisia com a religião. Mas eu acabei de descobrir que você pode ter seu próprio relacionamento com Deus, e eu ainda tenho muita fé."  Em maio de 2014, Demi foi nomeada artista principal da NYC Pride Week e Grande Marechal da Parada do Orgulho de Los Angeles , onde mais tarde filmou o videoclipe de "Really Don't Care". Demi se tornou o rosto da campanha de direitos humanos America's for Marriage Equality em 2015.  Em junho de 2016, Lovato participou de um vídeo lançado pela campanha de direitos humanos em homenagem às vítimas do tiroteio na boate de Orlando.

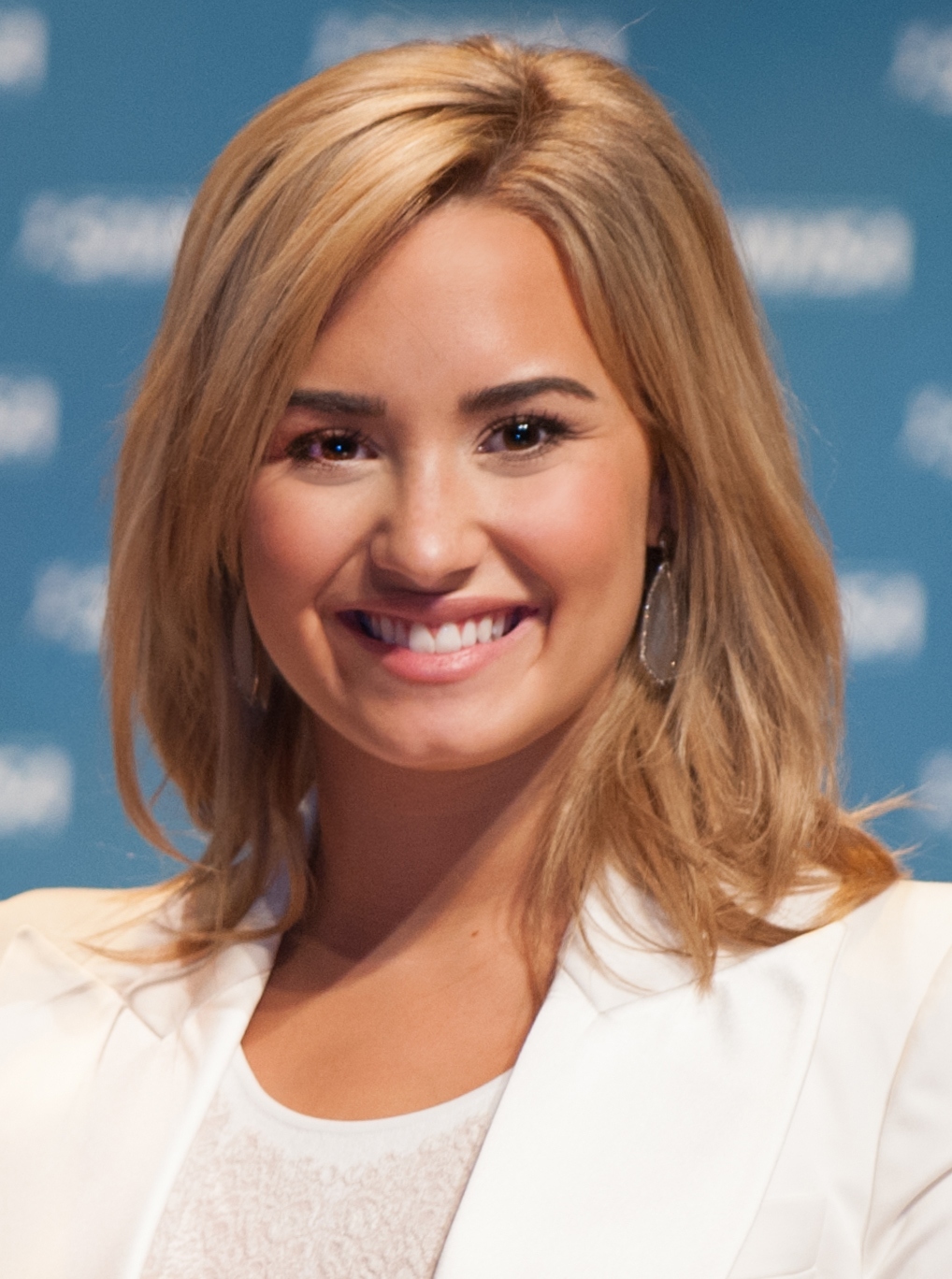
Demi no National Children's Mental Health Awareness Day em maio de 2013

Demi também aumentou a conscientização sobre problemas de saúde e saúde mental. Por seus esforços para combater o estigma da saúde mental, ela foi homenageada com o Prêmio Artístico de Coragem pelo Instituto Jane e Terry Semel. Em maio de 2009, ela foi nomeada Embaixadora Honorária da Educação pela Parceria Americana para Transtornos Eosinofílicos. Em dezembro de 2011, Demi condenou o Disney Channel por exibir episódios de Shake It Up e So Random! nos quais os personagens brincavam sobre transtornos alimentares. A rede posteriormente emitiu um pedido de desculpas e removeu os episódios de seus serviços de transmissão e vídeo sob demanda. Em maio de 2013, ela foi citada por sua dedicação à orientação de adolescentes e jovens adultos com problemas de saúde mental em um Dia Nacional de Conscientização sobre Saúde Mental Infantil organizado pela Administração de Serviços de Abuso de Substâncias e Saúde Mental em Washington.  Demi paga os custos do tratamento de pacientes com doenças mentais por meio do Programa de Bolsas de Estudo para Tratamento Lovato, nomeado em homenagem ao seu falecido pai, desde 2013. Seu discurso na Convenção Nacional Democrata de 2016 se concentrou em aumentar a conscientização sobre a saúde mental. Em setembro de 2017, Demi foi nomeada embaixadora da Global Citizen por defender a saúde mental de milhares de crianças deslocadas no Iraque e outras comunidades" e ajudou a "financiar a expansão de um programa piloto da Save the Children , Healing, and Education through the Arts, para jovens marcados pela violência que vivem em Kirkuk e Saladin Governorate , Iraque". Em abril de 2020, Lovato se juntou a uma campanha de saúde mental em apoio à instituição de caridade irlandesa SpunOut.ie para lançar o Mental Health Fund, que está arrecadando dinheiro para apoio à saúde mental.
Lovato se identifica como feminista. Em uma entrevista de 2017 para a revista Dolly, ela explicou que "Feminismo ... não precisa significar queimar sutiãs e odiar homens", mas sim "defender a igualdade de gênero e tentar empoderar nossa juventude. E mostrar às mulheres que você pode abraçar sua sexualidade e que merece ter confiança e que não precisa se conformar com as visões da sociedade sobre o que as mulheres devem ser ou como você deve se vestir. Então, acho que se trata apenas de apoiar outras mulheres e empoderar outras mulheres." Em maio de 2017, Lovato fez uma parceria com a Fabletics para criar uma coleção de roupas esportivas de edição limitada  para a campanha Girl Up da Fundação das Nações Unidas para financiar programas para "as adolescentes mais marginalizadas do mundo".
Demi é uma defensora vocal antibullying. Em outubro de 2010, ela atuou como porta-voz da organização antibullying PACER e apareceu no America's Next Top Model para falar contra o bullying. Demi também participou da campanha de advocacia escolar "A Day Made Better" e apoiou DonateMyDress.org, Kids Wish Network, Love Our Children USA, St. Jude Children's Research Hospital e City of Hope. Em abril de 2012, ela se tornou editora colaboradora da revista Seventeen, descrevendo suas lutas pessoais para suas leitoras adolescentes. Em setembro de 2012, Demi foi nomeada embaixadora da Mean Stinks, uma campanha focada na eliminação do bullying por meninas.
Demi é politicamente ativa, frequentemente se manifestando contra a violência armada e a injustiça racial. Em janeiro de 2010, ela foi destaque em um anúncio de serviço público para a Voto Latino para promover a campanha "Be Counted" da organização antes do Censo dos Estados Unidos de 2010. Em junho de 2016, ela assinou uma carta aberta da Billboard pedindo a reforma das armas e se apresentou no comício antiviolência armada March for Our Lives em Washington, DC em março de 2018. Em maio de 2020, Demi condenou a brutalidade policial e os policiais responsáveis pelo assassinato de George Floyd e o tiroteio de Breonna Taylor. Ela compartilhou recursos para apoiar o movimento Black Lives Matter e empresas de propriedade de negros e denunciou o privilégio branco.
Ao longo de sua carreira, Demi doou e fez parcerias com várias instituições de caridade. Em 2009, ela gravou a música tema "Send It On" com os Jonas Brothers, Miley Cyrus e Selena Gomez para o programa Friends for Change da Disney. A música estreou na Billboard Hot 100 na posição 20, e seus lucros foram direcionados para instituições de caridade ambientais por meio do Disney Worldwide Conservation Fund. Demi e Joe Jonas gravaram a música "Make a Wave" para a instituição de caridade em março de 2010. Em agosto de 2013, ela viajou para o Quênia em seu aniversário de 21 anos para participar de um programa da organização internacional de caridade Free the Children. Ela retornou ao Quênia em janeiro de 2017 com o We Movement para trabalhar com mulheres e crianças. Em março de 2017, como uma celebração de seu aniversário de cinco anos de sobriedade, Demi doou dinheiro para instituições de caridade sediadas em Los Angeles especializadas em direitos dos animais, LGBT e adoção. Em agosto de 2017, Lovato doou US$ 50.000 para o auxílio ao furacão Harvey e começou a financiar com Nick Jonas, DNCE, e seu então empresário Phil McIntyre. A segunda coleção de roupas esportivas de edição limitada de Demi com a Fabletics, lançada em junho de 2020, prometeu até US$ 125.000 em lucros para os esforços no combate da pandemia de COVID-19. Como porta-voz da campanha Join the Surge, DoSomething.Org e Joining the Surge by Clean & Clear, ela encorajou os fãs a agirem em suas próprias comunidades.
Em setembro de 2021, Demi se apresentou no Greek Theatre em Los Angeles para conscientizar sobre as diferentes crises pelas quais o mundo está passando e promover a unidade global, como parte da organização Global Citizen Live.  Em dezembro de 2023, ela expressou seu apoio à campanha de direitos humanos das Nações Unidas sobre mudanças climáticas, instando os líderes a trabalharem pela justiça climática, em conjunto com a conferência COP28. Demi e Chris McCarty, fundador da organização sem fins lucrativos Quit Clicking Kids, defenderam a proteção da compensação de artistas infantis, o que foi documentado no documentário Child Star (2024). Ela disse à CNN que levar questões relacionadas à agência de artistas infantis ao Capitólio dos Estados Unidos "é o objetivo". Em 26 de setembro de 2024, Lovato se juntou ao governador da Califórnia, Gavin Newsom, quando ele assinou dois projetos de lei que expandem a Lei Coogan e oferecem novas proteções financeiras aos criadores de conteúdo digital infantil. Ela descreveu a legislação como "essencialmente a Lei Coogan para a era digital". Em outubro de 2024, Demi se apresentou no Children's Hospital Los Angeles Gala, que arrecada fundos para apoiar o hospital.

### Publicidade e Produtos
De 2014 a 2016, Demi foi o rosto da marca de calçados Skechers. Ela fez parceria com o Shazam na Demi World Tour em 2014. Demi lançou sua linha de cuidados com a pele Devonne by Demi em dezembro do mesmo ano. Além disso, ela se tornou a primeira embaixadora da marca de maquiagem NYC New York Color em 2015. Naquele ano, Lovato promoveu a coleção Radiant para Tampax por "capacitar mulheres de todas as idades a permanecerem destemidas e usarem o que quiserem a qualquer hora do mês". Em junho de 2016, ela fez parceria com o serviço de streaming Tidal para transmitir ao vivo o primeiro encontro de sua turnê Future Now com Nick Jonas. Desde 2017, Demi lançou coleções de roupas esportivas com a marca de roupas esportivas femininas Fabletics para arrecadar dinheiro para organizações como a campanha Girl Up da Fundação das Nações Unidas e os esforços de ajuda à COVID-19. Também em 2017, ela se apresentou em um jantar oferecido pela joalheria Bulgari para comemorar a inauguração da loja principal da marca na Quinta Avenida, na cidade de Nova York.

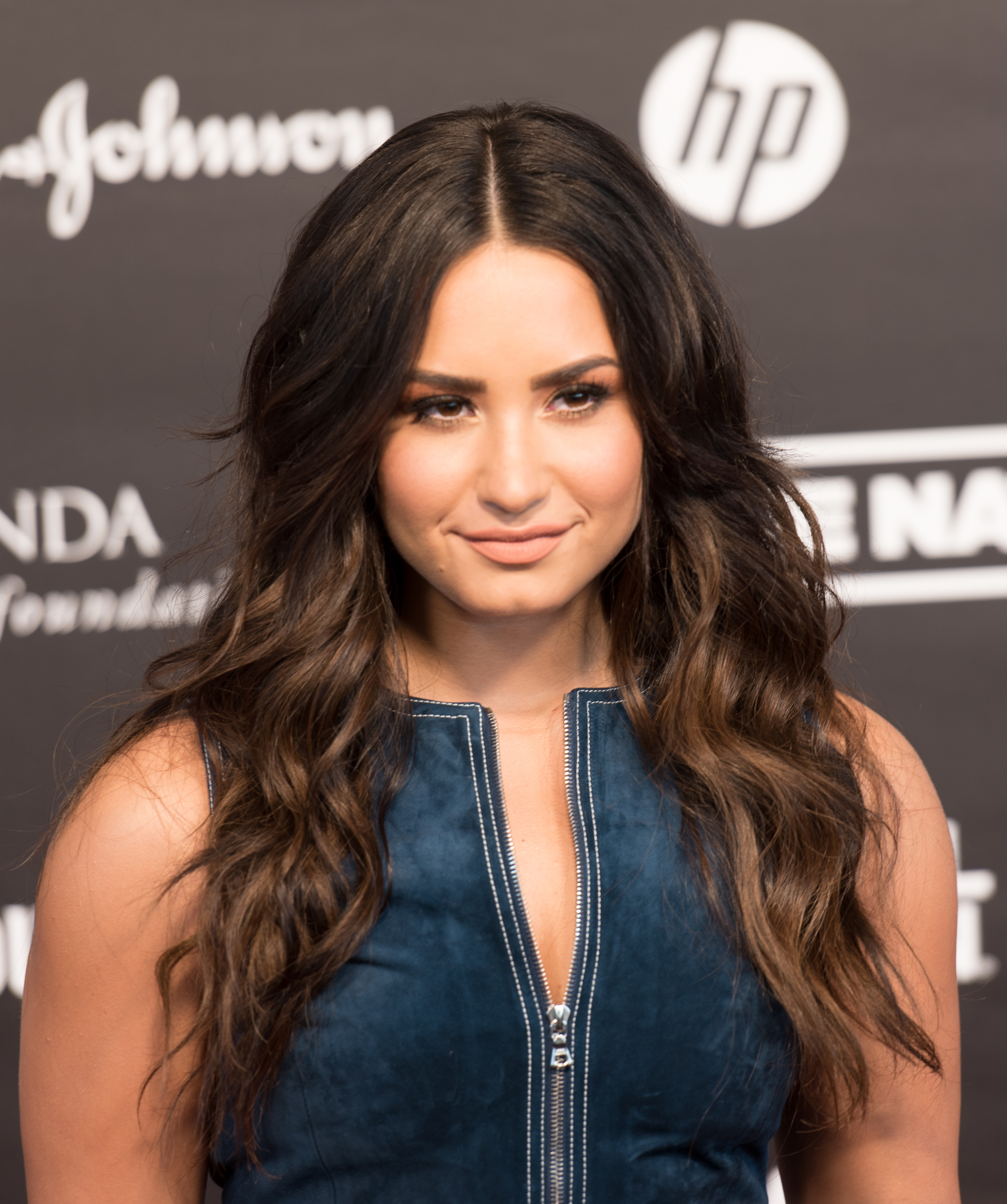
Demi no Global Citizen Festival em Hamburgo em julho de 2017

Demi se tornou embaixadora da marca para a empresa de áudio JBL em 2017 e para a empresa de canecas Ember em 2018. Naquele ano, ela estrelou a campanha "Finding Balance" da CORE Hydration; ela se tornou uma investidora inicial da CORE Hydration após descobrir a marca em 2015. Os produtos Jaguar , JBL, Lyft , Ferrari , TikTok e Samsung foram apresentados nos videoclipes de Demi.  Ela também apareceu em comerciais para Skechers, Acuvue , Apple e Fabletics. Em 2019, a Dior usou a música de Lovato "Only Forever" do álbum Tell Me You Love Me em uma série de comerciais e postagens nas redes sociais para promover a coleção de maquiagem "Dior Forever" da marca; a marca mais tarde usou a música "Confident" de Demi em março de 2021 para promover uma nova base "Dior Forever" em uma série de campanhas de mídia social. Desde setembro de 2020, Demi atuou como porta-voz de saúde mental para a empresa de terapia online e móvel Talkspace. Em novembro de 2021, ela anunciou o lançamento de seu próprio vibrador, chamado Demi Wand, em parceria com Bellesa. No mesmo mês, ela se tornou a primeira embaixadora celebridade da Gaia, Inc.; essa propaganda atraiu críticas de fãs e da mídia devido ao conteúdo da plataforma, que é amplamente descrito como promotor de teorias da conspiração. Em março de 2024, Demi se tornou embaixadora da marca e parceira celebridade do Xeomin, um preenchimento injetável neurotóxico da Merz Aesthetics. Em julho, ela lançou uma música no TikTok, intitulada "OG Anthem", para a campanha "OG Who? OGX" da marca de cuidados com os cabelos OGX.

## Prêmios e indicações
Desde o início de sua carreira, Demi ganhou um MTV Video Music Awards (tendo sido indicada 14 vezes), um Guinness World Record, um iHeartRadio Much Music Video Award, dois Latin American Music Awards e cinco People's Choice Awards. Por seu trabalho na música, ela foi indicada para dois Grammy Awards, um American Music Award , quatro Billboard Music Awards e três Brit Awards. Com 14 vitórias, Demi é a oitava artista solo mais premiada no Teen Choice Awards. Em 2016, por seu ativismo no movimento pelos direitos LGBT, ela foi premiada com um GLAAD Vanguard Award no 27º GLAAD Media Awards. A Billboard a classificou como uma das artistas de maior sucesso da década de 2010 em 2019,  e na posição 52 em sua lista de 2025 "100 Maiores Artistas Mulheres do Século 21".

## Discografia
- Don't Forget (2008)
- Here We Go Again (2009)
- Unbroken (2011)
- Demi (2013)
- Confident (2015)
- Tell Me You Love Me (2017)
- Dancing with the Devil... The Art of Starting Over (2021)
- Holy Fvck (2022)

## Turnês
Como Headliner
| Ano       | Título                           | Notas                                                                                            |
| --------- | -------------------------------- | ------------------------------------------------------------------------------------------------ |
| 2008      | Demi Live! Warm Up Tour          |                                                                                                  |
| 2009      | Summer Tour 2009                 | Algumas datas foram remarcadas para o outono daquele ano tendo um subtítulo de “ Fall Tour 2009” |
| 2010      | South America Tour 2010          | Primeira turnê fora dos Estados Unidos, servindo como continuação da Summer Tour 2009.           |
| 2011-2013 | A Special Night with Demi Lovato | No verão de 2012 a turnê teve um substituto de “Summer Tour 2012”                                |
| 2014      | The Neon Lights Tour             |                                                                                                  |
| 2014-2015 | Demi World Tour                  | Continuação da The Neon Lights Tour                                                              |
| 2016      | Future Now Tour                  | Turnê em conjunto com Nick Jonas                                                                 |
| 2018      | Tell Me You Love Me World Tour   |                                                                                                  |
| 2022      | Holy Fvck Tour                   |                                                                                                  |

## Filmografia

### Cinema
| Ano  | Título                                          | Papel               | Notas                 |
| ---- | ----------------------------------------------- | ------------------- | --------------------- |
| 2012 | Demi Lovato: Stay Strong                        | Ela mesma           | Documentário          |
| 2017 | Smurfs: The Lost Village                        | Smurfette           |                       |
| 2017 | Demi Lovato: Simply Complicated                 | Ela mesma           | Documentário          |
| 2018 | Charming                                        | Lenore / Lenny      |                       |
| 2020 | Eurovision Song Contest: The Story of Fire Saga | Katiana Lindsdóttir |                       |
| 2021 | Demi Lovato: Dancing with the Devil             | Ela mesma           | Documentário          |
| 2024 | Child Star                                      | Ela mesma           | Estreia como diretora |
| 2025 | Tow                                             | Nova                | Pós-Produção          |

### Televisão
| Ano       | Título                          | Papel              | Notas                                |
| --------- | ------------------------------- | ------------------ | ------------------------------------ |
| 2002–2004 | Barney & Friends                | Angela             | 10 episódios                         |
| 2006      | Prison Break                    | Danielle Curtin    | Episódio: "First Down"               |
| 2007–2008 | As the Bell Rings               | Charlotte Adams    | 15 episódios                         |
| 2007      | Just Jordan                     | Nicole             | Episódio: "Slippery When Wet"        |
| 2008      | Camp Rock                       | Mitchie Torres     | Filme de TV                          |
| 2009      | Princess Protection Program     | Rosalinda / Rosie  | Filme de TV                          |
| 2009–2011 | Sonny With a Chance             | Sonny Munroe       | 47 episódios                         |
| 2010      | Grey's Anatomy                  | Hayley May         | Episódio: "Shiny Happy People"       |
| 2010      | Camp Rock 2: The Final Jam      | Mitchie Torres     | Filme de TV                          |
| 2011      | Quando Toca o Sino              | Ela mesma          | Episódio: "Encontro com Demi Lovato" |
| 2012-2013 | The X Factor                    | Jurada             | 54 episódios                         |
| 2013-2014 | Glee                            | Dani               | 4 episódios                          |
| 2014      | Matador                         | Convidada da festa | Episódio: "Quid Go Pro"              |
| 2015      | From Dusk Till Dawn: The Series | Maia               | 2 episódios                          |
| 2020      | Will & Grace                    | Jenny              | 4 episódios                          |
| 2021      | Unidentified with Demi Lovato   | Ela mesma          | 4 episódios                          |
| 2023      | Dave                            | Ela mesma          | Episódio: "Met Gala"                 |